# Museo Nacional de Antropología (España)
El Museo Nacional de Antropología es un Museo Nacional español con sede en Madrid, en el número 68 de la calle Alfonso XII. Es el primer museo antropológico que se creó en España, y está dedicado a ofrecer una visión global de las distintas culturas existentes en el planeta, con colecciones que cubren los cinco continentes.
Fue inaugurado el 29 de abril de 1875 por el rey Alfonso XII, con el nombre oficial de «Museo Anatómico» (tal y como indica en latín la lápida conmemorativa, conservada en el vestíbulo), aunque popularmente sería conocido como Museo Antropológico, por ser el título que figuraba sobre la puerta de acceso.
El museo es de titularidad estatal y de gestión directa del Ministerio de Cultura (o equivalente). Orgánicamente depende de la Dirección General de Bellas Artes y Patrimonio Cultural, en concreto de la Subdirección General de Museos Estatales.

## Historia

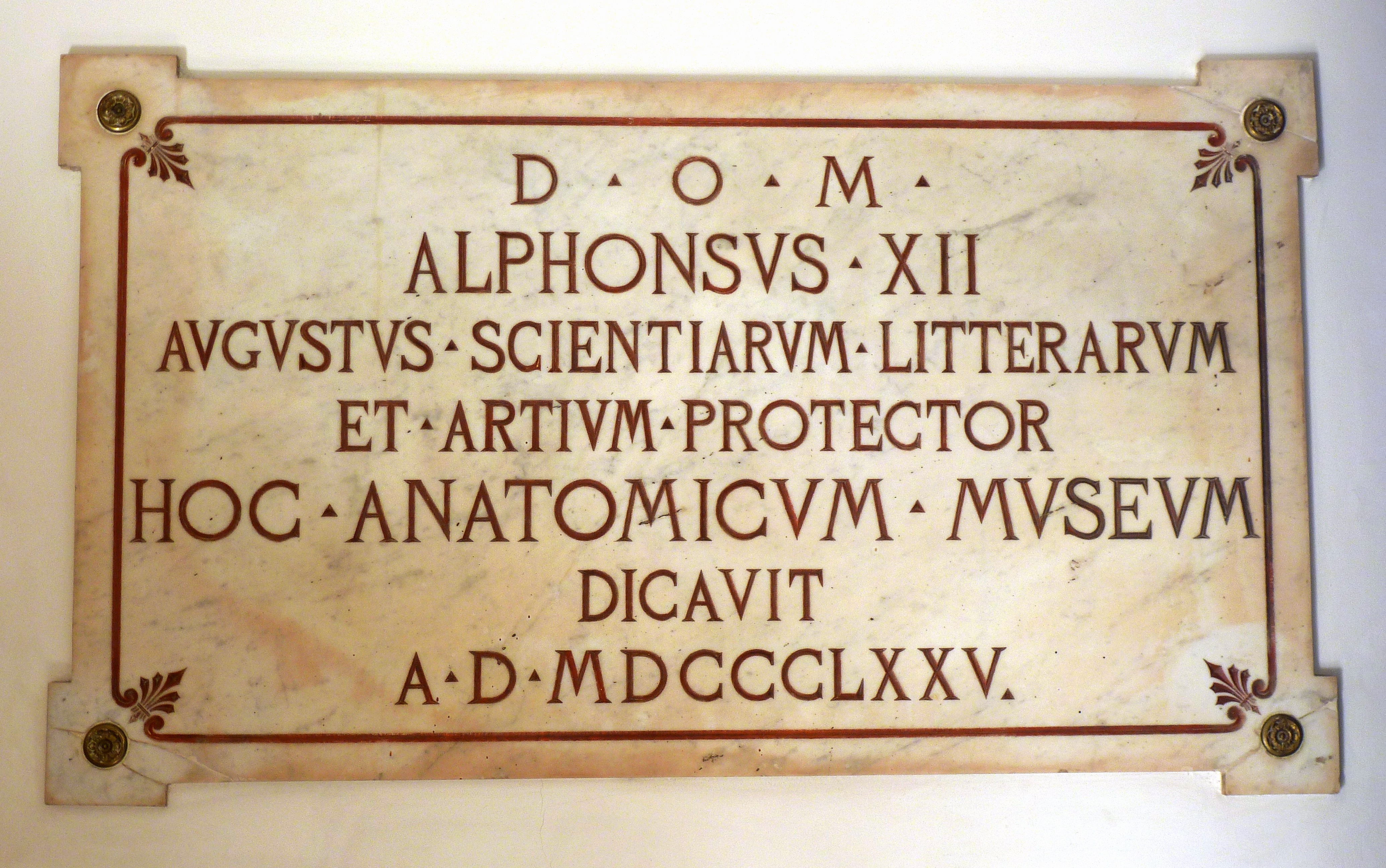
Lápida conmemorativa de la inauguración oficial en 1875.

Tiene su origen en la iniciativa del médico segoviano (Valseca de Boones) Pedro González de Velasco (1815-1882), que quiso crear un museo donde dar albergue definitivo a sus variadas colecciones, siguiendo el modelo del Museo Británico de Londres. Tras su muerte, el Estado compró a su viuda en 1887 el edificio y las colecciones (aunque los contactos ya se habían iniciado en vida del doctor), a las que luego se fueron añadiendo muchas otras, fruto de expediciones, viajes, donaciones, compras, etc. Tiene calificación de Bien de Interés Cultural con categoría de monumento en virtud del Decreto 474/1962, de 1 de marzo (BOE de 9 de marzo), mediante el que determinados museos fueron declarados monumentos histórico-artísticos.

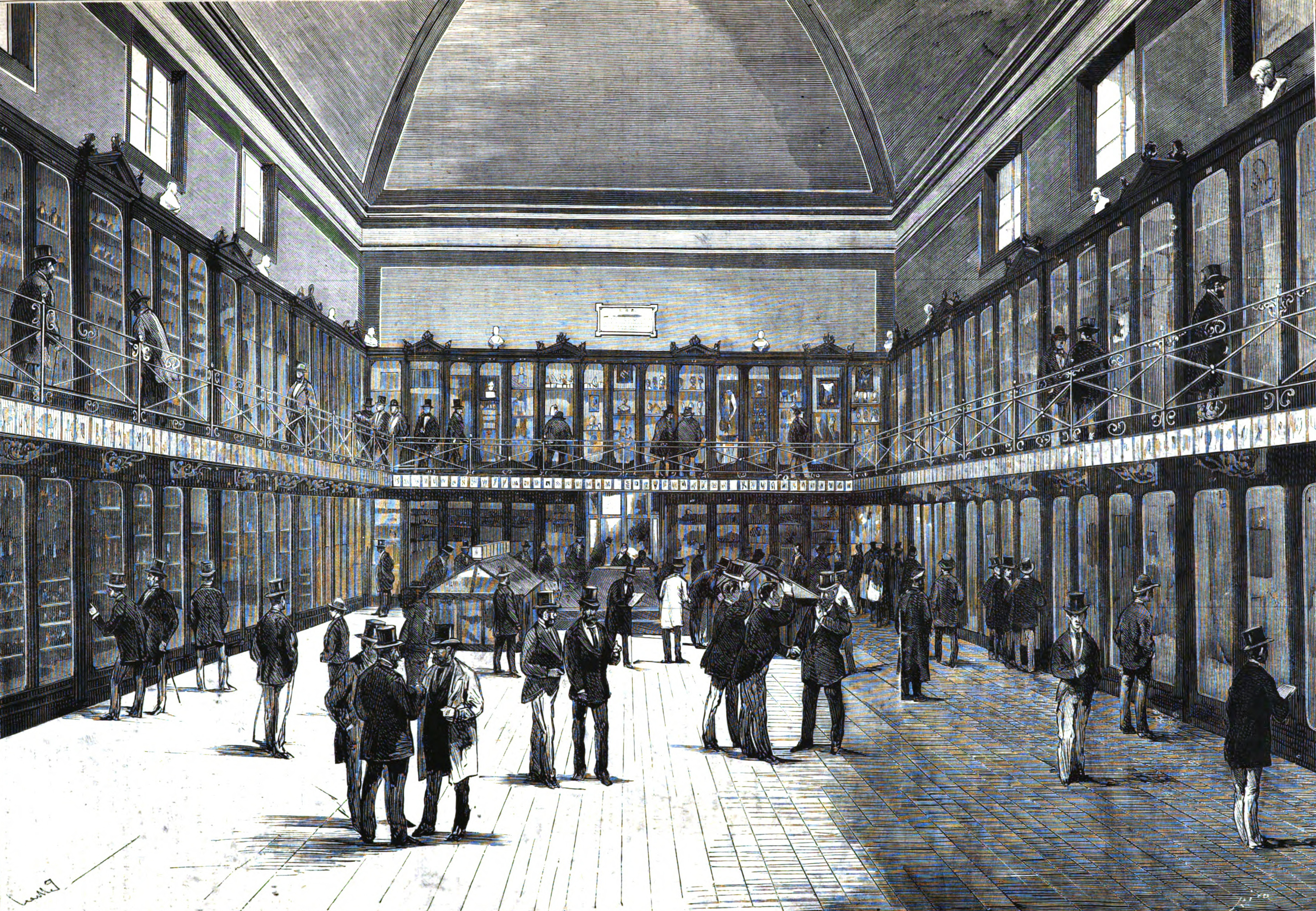
El salón principal del museo en una ilustración de José Luis Pellicer y Bernardo Rico publicada en La Ilustración Española y Americana a los pocos días de la inauguración, el 8 de mayo de 1875.

Desde su inauguración el 29 de abril de 1875 como Museo Anatómico, la institución experimentó algunos cambios de nombre y de titularidad. Tras la muerte del fundador, el edificio pasó a estar asignado al Museo Nacional de Ciencias Naturales, que instaló en él su Sección de Antropología, Etnografía y Prehistoria. Esta sección había sido creada el 1 de octubre de 1883 con las piezas de esta naturaleza que había en el MNCN, procedentes de viajes y expediciones científicas de finales del siglo XIX, en especial de la Comisión científica del Pacífico. En 1910, mediante Real Orden de 27 de mayo, fue escindida del Museo Nacional de Ciencias Naturales, constituyéndose con ella un museo independiente que conservó su denominación, el Museo Nacional de Antropología, Etnografía y Prehistoria.
Los cambios políticos acaecidos en España tras la Guerra Civil trajeron aparejados también cambios intelectuales y científicos que tuvieron sus consecuencias en el Museo Nacional de Antropología, que pasó a llamarse en 1940 Museo Nacional de Etnología. En 1941 fue puesto bajo la dependencia del Instituto Bernardino de Sahagún de Antropología y Etnología del Consejo Superior de Investigaciones Científicas, situación que perduraría hasta 1952, en que el museo se independizó, aunque hasta 1962 siguió sirviendo de sede de la dirección y la sección de Madrid del instituto. El cambio de denominación manifestaba una variación en la orientación del museo. Si en sus orígenes primó el estudio del hombre en su aspecto físico, la antropología física, a partir de ese momento pasó a centrarse en la antropología social y cultural, en las colecciones de objetos etnográficos. Además se desprendió de los fondos que tenía de arqueología y prehistoria, que fueron traspasados al Museo Arqueológico Nacional. Ese nombre se mantuvo hasta 1993, cuando recuperó la antigua denominación de Museo Nacional de Antropología mediante Real Decreto 684/1993 de 7 de mayo, que fusionó bajo ese nombre al Museo Nacional de Etnología y al Museo Nacional del Pueblo Español, aunque ambas instituciones siguieron funcionando independientemente con dos sedes distintas, la segunda en el edificio del antiguo Museo Español de Arte Contemporáneo, en la Ciudad Universitaria. Esta situación se mantuvo hasta 2004 cuando se creó el Museo del Traje. Centro de Investigación del Patrimonio Etnológico (CIPE), al cual se asignaron las colecciones del Museo del Pueblo Español y se separaron así las dos instituciones, creándose dos museos independientes.

## Sede

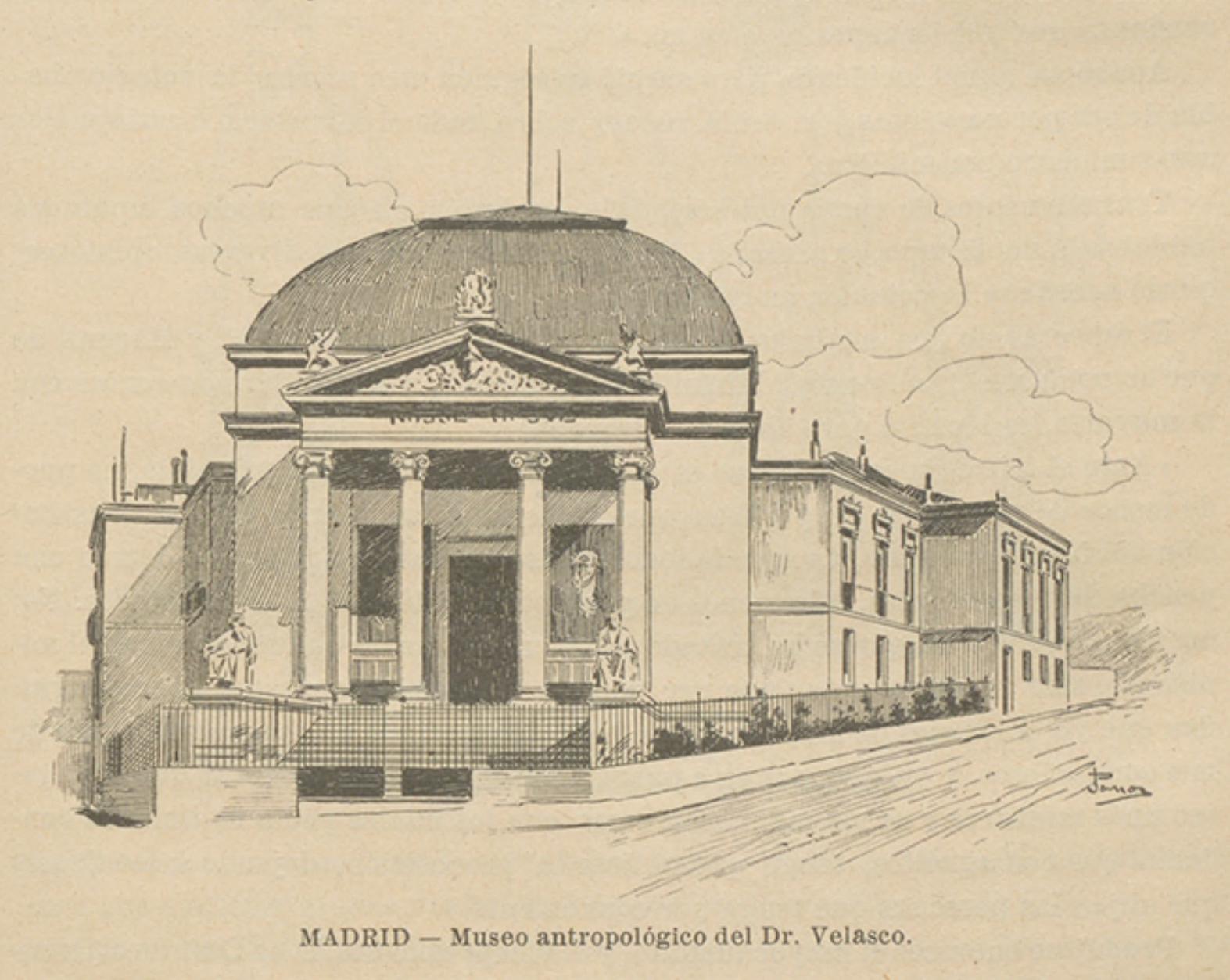
MADRID — Museo antropológico del Dr. Velasco. Ilustración de José Passos publicada en 1902.

El edificio fue diseñado y construido entre 1873 y 1875 por Francisco de Cubas, para servir a la vez como residencia y museo del doctor Velasco, que invirtió en él todos sus ahorros. En la actualidad cuenta con tres plantas, la baja dedicada a antropología física, Asia (Filipinas y religiones orientales) y exposiciones temporales, la primera a África y la segunda a América.
Originalmente el inicio de la escalinata estaba flanqueado a cada lado por sendas estatuas sedentes, una de Miguel Servet, obra de Elías Martín, y la otra de Francisco Valles (el Divino Valles), de Ramón Subirat i Codorniu, pero ambas fueron retiradas en la reforma sufrida por el edificio en la década de 1940.

## Colecciones

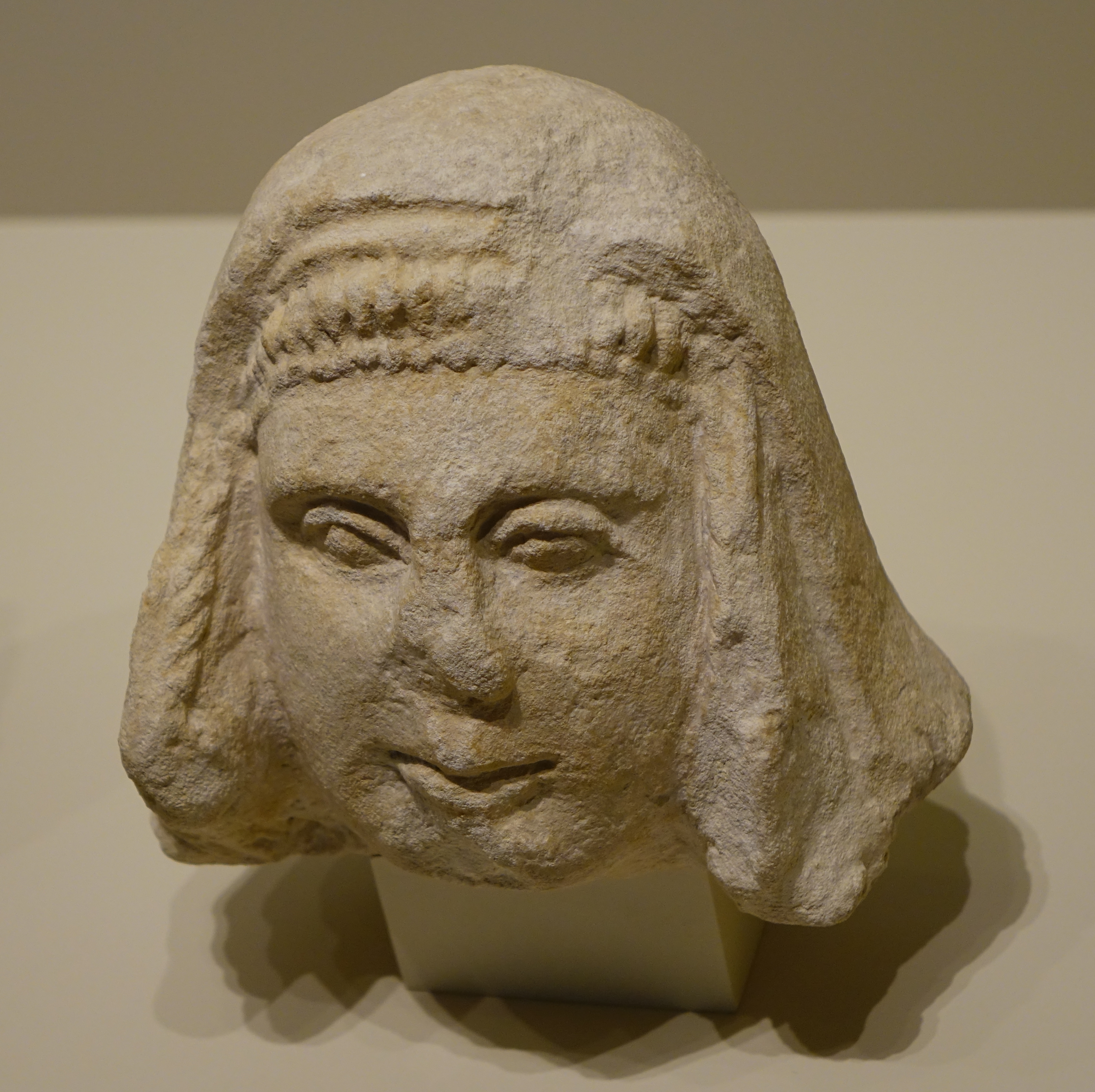
Cabeza femenina con tocado ibérica procedente del santuario del Cerro de los Santos, siglos - Perteneciente a la colección del doctor Velasco, y exhibida en la «sección de curiosidades» de su museo, tras su muerte fue transferida en 1892 al Museo Arqueológico Nacional.

Las colecciones del museo tienen su origen en la del doctor Velasco, a la que posteriormente se han ido sumando piezas procedentes de donaciones, compras, viajes, expediciones, etc. Estas colecciones abarcan los cinco continentes y cuentan con algunas piezas de excepcional importancia y valor antropológico. En total comprenden más de 21 000 fondos museográficos, cuyo desglose por secciones es, en orden alfabético: África: 3800; América: 2600; antropología física: 4600; Asia: 1700; Europa: 2600; Filipinas y Oceanía: 4500;  y prehistoria: 1600 (depositados en el Museo Nacional y Centro de Investigación de Altamira). De ellos se exponen de manera permanente un 5,4 %, 1100 piezas. Aparte hay más de 7000 fondos documentales.
Entre los años 2004 y 2008 se renovaron por completo las salas de la exposición permanente dedicadas a Asia, África y América. En el nuevo montaje se cambió el criterio de ordenación, antes cronológico y geográfico, por uno temático, quedando las piezas agrupadas por secciones: economía y transporte; vivienda y ajuar doméstico; indumentaria y adorno; música y actividades lúdicas; y creencias.

### Antropología física

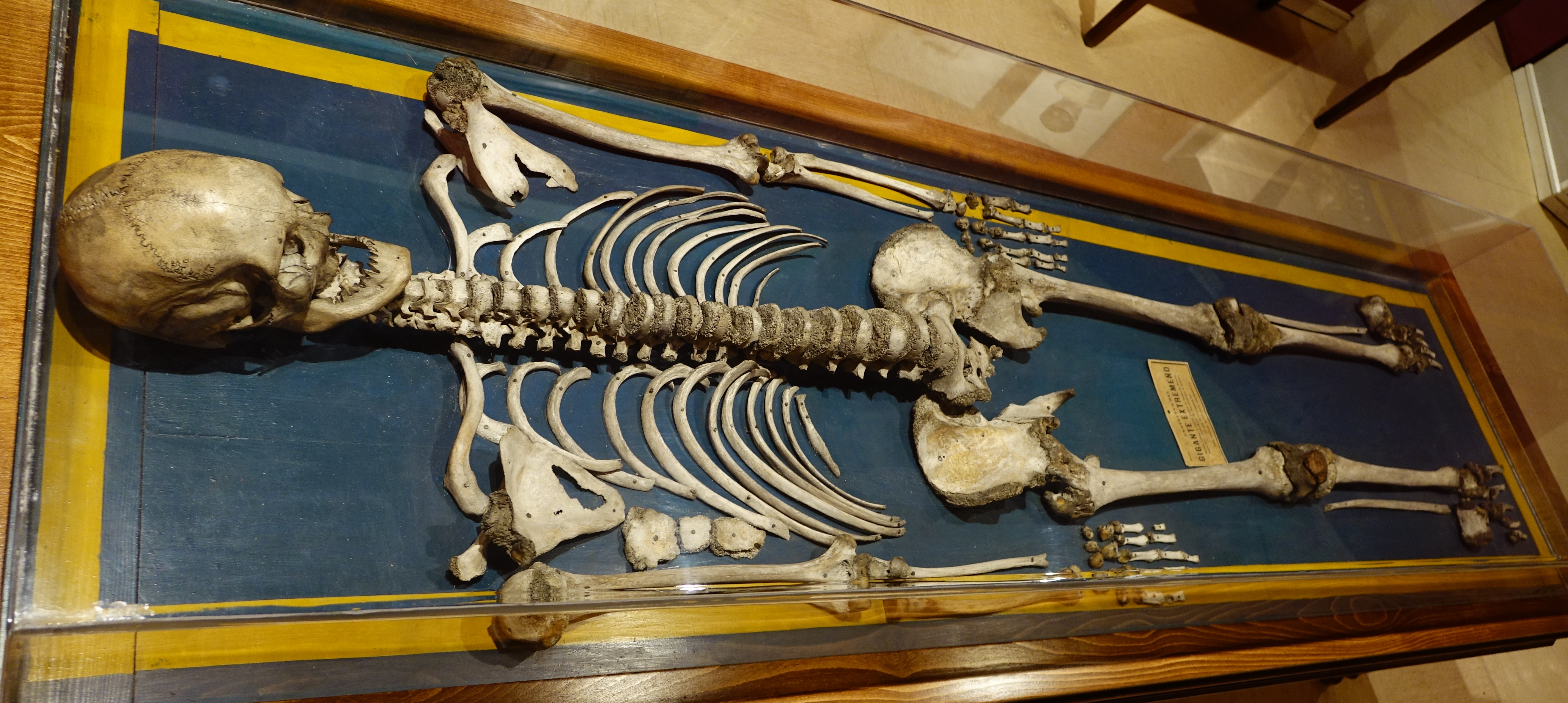
Esqueleto de Agustín Luengo, el Gigante Extremeño (2,35 m).

El núcleo original era la colección de 500 cráneos del doctor Velasco, a la que posteriormente se le han ido añadiendo otros muchos elementos como los cráneos deformados de Perú y Bolivia, traídos por la Comisión científica del Pacífico (1862-66), algunos esqueletos humanos (entre los que destaca el de Agustín Luengo Capilla, el "Gigante Extremeño" -nacido en Puebla de Alcocer, Badajoz-) y de simios, cuatro momias andinas y hasta 2015 una guanche, procedente del Real Gabinete de Historia Natural, cedida en depósito desde esa fecha al Museo Arqueológico Nacional.
También cuenta con la colección de vaciados de escayola, que representan bustos de los diferentes grupos étnicos del mundo, y algunas figuras de talla natural, de las que una pequeña parte aún hoy se expone. Algunos de estos objetos se pueden ver en la sala «Orígenes», en la planta baja del museo.

### Asia

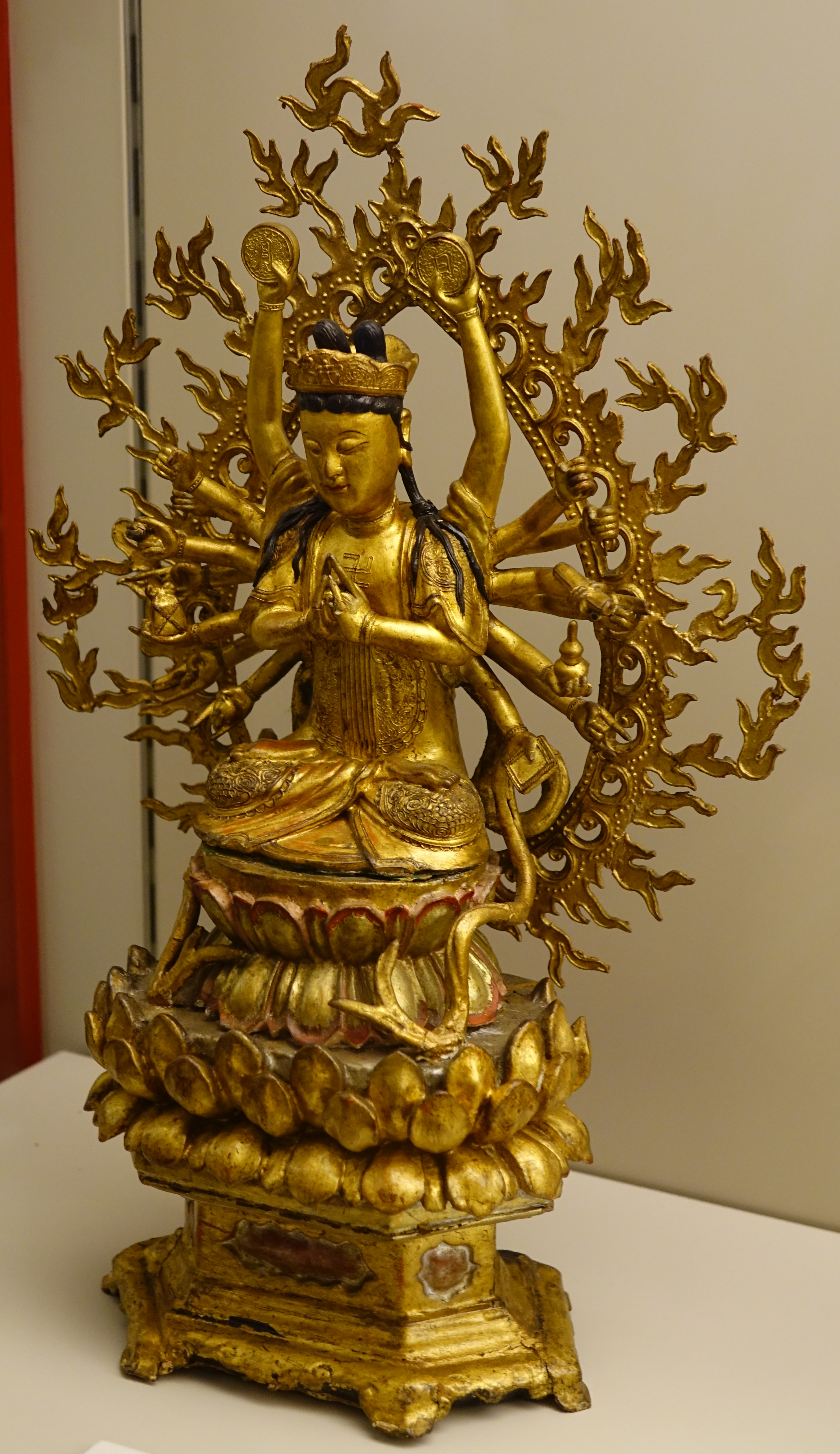
Kuan Yin, China,. Una de las doscientas veintiocho piezas de arte asiático donadas en 1989 al museo por Argimiro Santos Munsuri.

El resto del espacio de la planta baja dedicado a la exposición permanente está ocupado por la colección asiática, que tiene tres lugares de procedencia mayoritarios: Filipinas, India y Extremo Oriente. Es destacable la presencia de piezas procedentes de Afganistán, Turquía y Kurdistán, poco habituales en las colecciones públicas españolas. La colección, que cronológicamente abarca desde el siglo IV de nuestra era hasta la actualidad, se expone en dos salas contiguas: Filipinas y Religiones Orientales (hinduismo, budismo e islam).
La mayor parte de la colección de Filipinas procede de la Exposición General de las Islas Filipinas, que se celebró en el Palacio de Cristal y el Palacio de la Minería (actual Palacio de Velázquez) del Parque del Retiro de Madrid en 1887, ya que en ese momento la Capitanía General de las Filipinas aún formaba parte de la Corona española. Este tipo de exposiciones eran muy frecuentes en el siglo XIX y en ellas se reconstruían pueblos y se traían nativos para su exhibición junto con piezas de su lugar de origen. Al término de la exposición se creó el Museo-Biblioteca de Ultramar, con sede en el mismo Palacio de Velázquez, para acoger exposiciones especiales de productos de las colonias ultramarinas y allí se llevaron parte de los objetos que se habían traído para la exposición. De estos, los objetos más directamente relacionados con la antropología física y la etnología pasaron a la sección de Antropología, Etnografía y Prehistoria del Museo Nacional de Ciencias Naturales, que se convirtió en Museo Nacional de Antropología en 1910. Los fondos iniciales se han completado con algunas incorporaciones posteriores, entre las que figura una donación efectuada en 1996 por la National Commission for Culture and the Arts (Comisión Nacional para la Cultura y las Artes).
La colección de Extremo Oriente tiene su origen en la pequeña colección de piezas de China y Japón del doctor Velasco, de la que destaca una serie de pinturas chinas de exportación, realizadas a la aguada sobre papel de médula de junco (Tetrapanax papyrifera o Aralia papyrifera), el mal llamado papel de arroz. Con la disolución por Real Orden de 4 de febrero de 1908 del Museo-Biblioteca de Ultramar se recibieron procedentes de él, además de los mencionados fondos de Filipinas, varias piezas originarias de la isla de Taiwán, tanto chinas como de aborígenes taiwaneses (gaoshan), como los bunun y los atayal. También se realizaron diversas adquisiciones entre 1920 y 1922, en la época de Manuel Antón como director.
Los objetos de la India proceden en su mayor parte de la colección del Museo Arqueológico Nacional, recibida en 1948, y entre ellos destaca el retablo de la diosa Durga. Adicionalmente, en 2015 se efectuó una ordenación de fondos entre ambos museos, y las piezas, indias y tibetanas, de la colección Rivière —reunida por el profesor universitario francés de arte oriental Jean Roger Rivière—, adquiridas en 1969 y 1970 y que inicialmente habían sido adscritas al MAN, pasaron al Museo de Antropología (veintidós ese mismo año y otras dos, no localizadas inicialmente, en 2022). Aparte, en 1999 se adquirió al coleccionista José Luis Montilla un conjunto de noventa y cuatro piezas rituales hinduistas.
Los fondos asiáticos recibidos del Museo Arqueológico Nacional incluían también piezas de Indonesia, en concreto un conjunto de divinidades hinduistas de la isla de Bali que el presidente de Batavia (nombre en aquella época de Yakarta) y director del Comité Supremo de Instrucción Pública de las Indias Orientales Neerlandesas, Otto van Rees, había enviado en 1856 a la Biblioteca Nacional (de la que luego pasaron al MAN tras la creación de este en 1867). También se cuenta con más de 90 piezas de los dayak, a los que se considera como la etnia originaria de la isla de Borneo, recolectadas en un trabajo de campo realizado en 1996 por el entonces conservador de la colección de Asia del museo, Francisco de Santos, organizado por la asociación cultural hispano-indonesia Nusantara y financiado por la Agencia Española de Cooperación Internacional y el Ministerio de Educación y Cultura.
La incorporación más importante tuvo lugar en 1989, con la donación realizada por Argimiro Santos Munsuri de doscientas veintiocho piezas, que incluían, entre otros objetos, armas, indumentaria y adorno personal, instrumentos musicales y objetos rituales, procedentes, entre otros, de China, Tíbet, Japón, India, Birmania, Mongolia, Tailandia y Nepal. El fuerte aumento en los fondos orientales que supuso su entrada dio lugar a que la institución fuera dotada de una plaza de conservador propia para ellos y se constituyera el departamento de Asia, proceso que culminó el 2 de marzo de 1993 con la inauguración de la primera sala de exposición permanente dedicada en su totalidad a dicho continente. Además, en 1998 se compraron otras treinta y seis obras a su viuda.
Del Tíbet sobresale la colección de thangkas: siete, extraordinarias por su calidad y antigüedad, procedentes de la colección Rivière, y otras seis —más otra originaria de Mongolia— de la donación Santos Munsuri.
De Afganistán se cuenta con un importante conjunto, unas 200 piezas, que proceden en su mayor parte de la compra en 1991 de la colección del etnólogo alemán Karl-Sieghard Seipoldy (1915-1985), compuesta por alrededor de 2500 objetos de los cinco continentes. Su viuda y su hija habían ofrecido con anterioridad esta colección al Estado alemán, pero la oferta fue rechazada a causa de las dificultades financieras derivadas del proceso de reunificación. A través de unos contactos del Museo de Etnología de Hamburgo (Museum für Völkerkunde Hamburg, actualmente Museum am Rothenbaum – Kulturen und Künste der Welt) la ofrecieron entonces al MNA. Las piezas afganas fueron recopiladas en 1972 en las zonas de Nūristān, Kabul y Herāt y comprenden objetos de ajuar doméstico, indumentaria, religiosos y de actividades agropecuarias. Entre los fondos asiáticos que aportó esta colección se incluyen también piezas de Pakistán, China e India. En 1998 ingresó, donado por Patricio Ruedas, un ger mongol, la vivienda desmontable de los nómadas, que estuvo montado durante varios años en la sala central. Y en 1999 una donación efectuada por el periodista e historiador Manuel Martorell proporcionó al museo más de un centenar de piezas del Kurdistán.

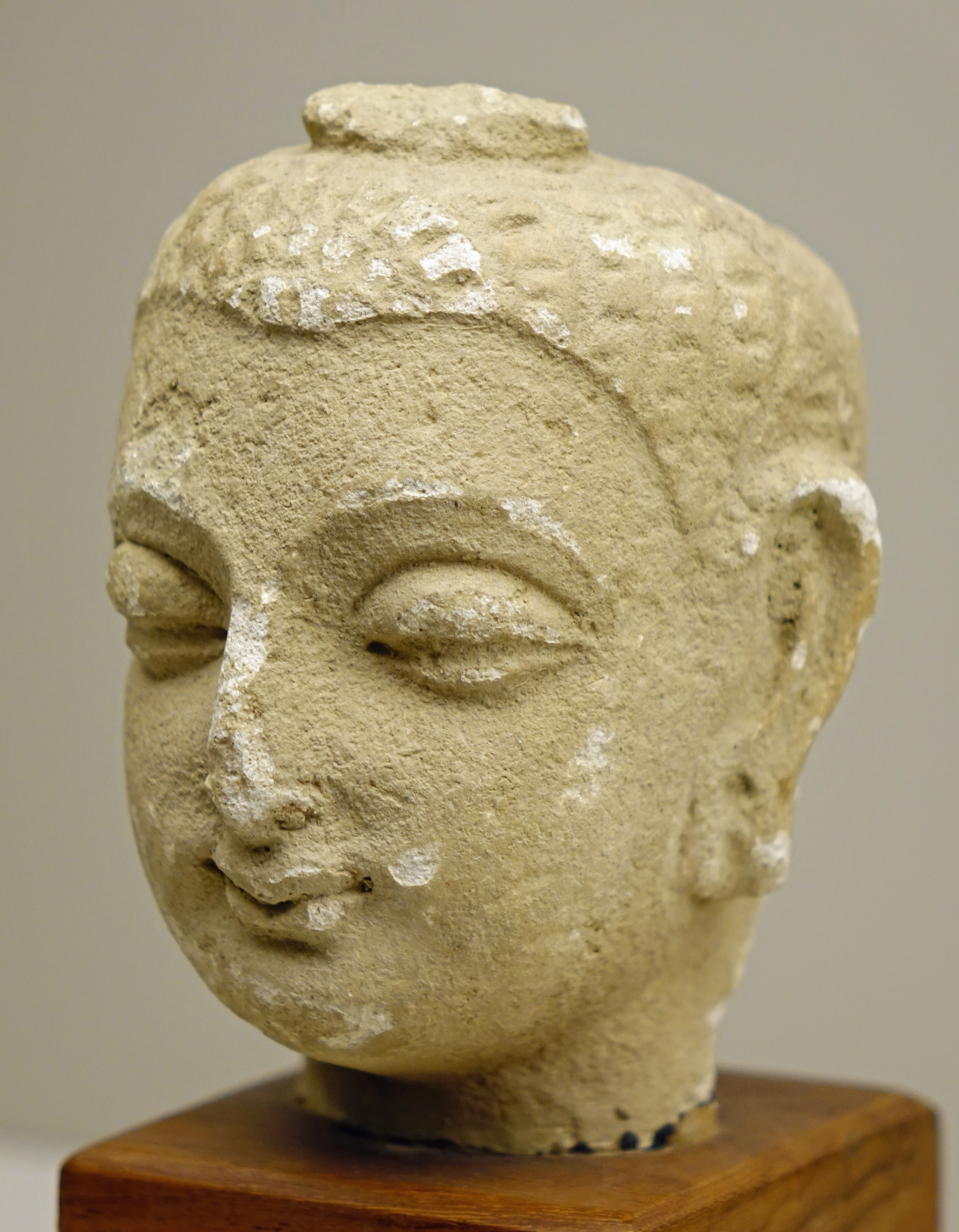
Cabeza de Buda de Gandhara, siglo V (donación Santos Munsuri).
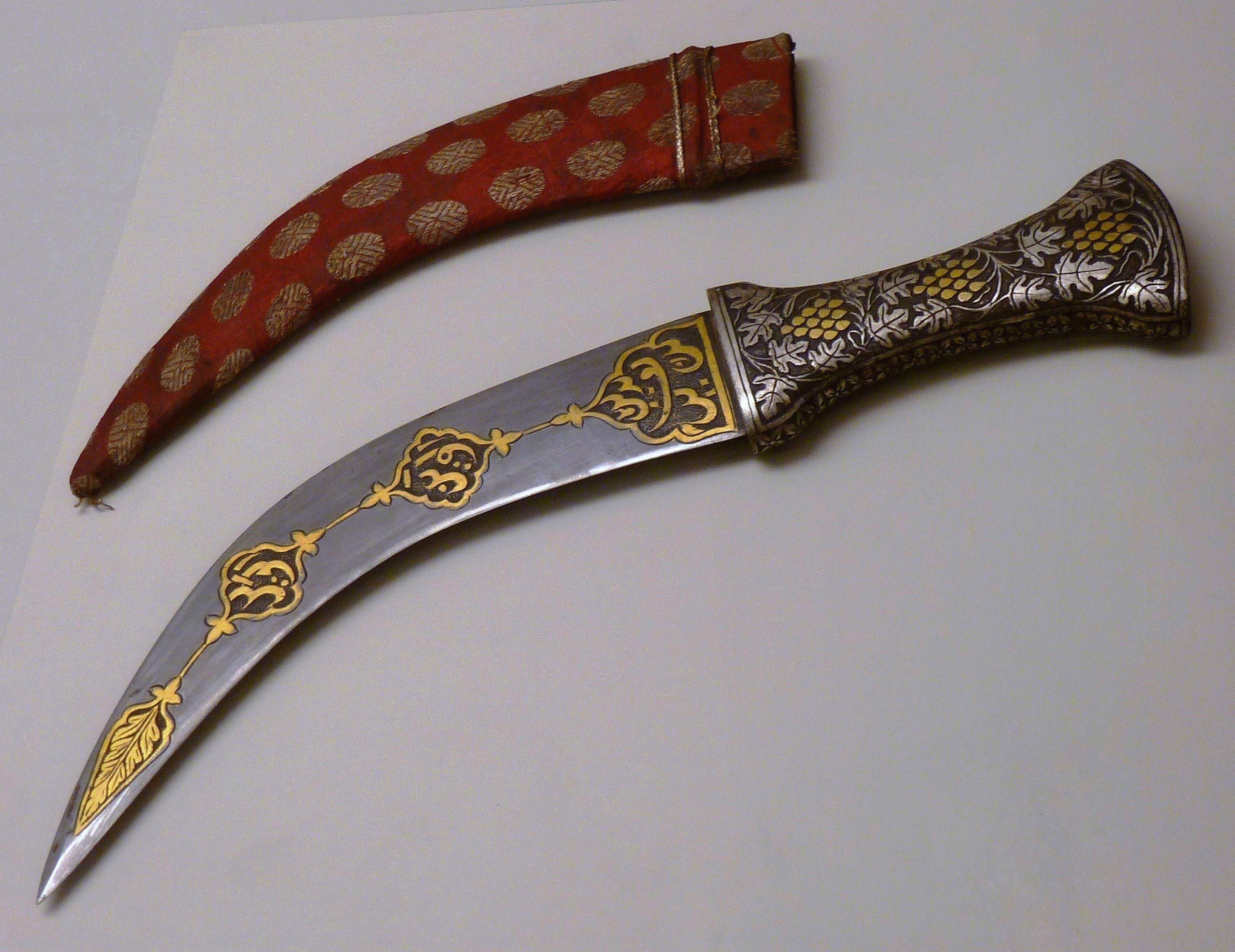
Jambiya. India, siglos XVIII-XIX. Las inscripciones indo-persas en oro dicen en árabe «Alá es grande» y «Señor, líbrame de la desgracia». Donación Santos Munsuri.
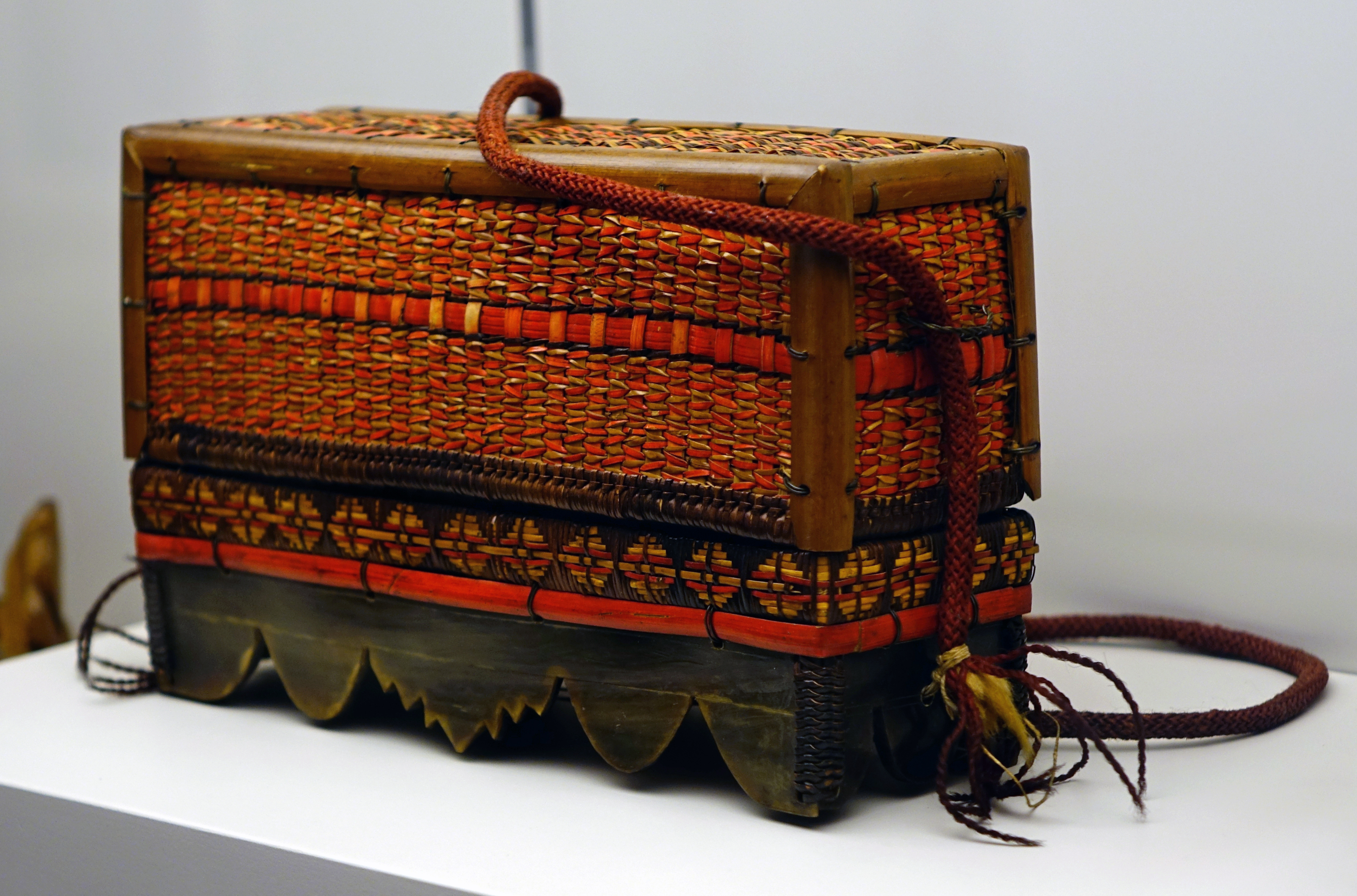
Cesta filipina para el tabaco y los útiles de fumar, siglo XIX.
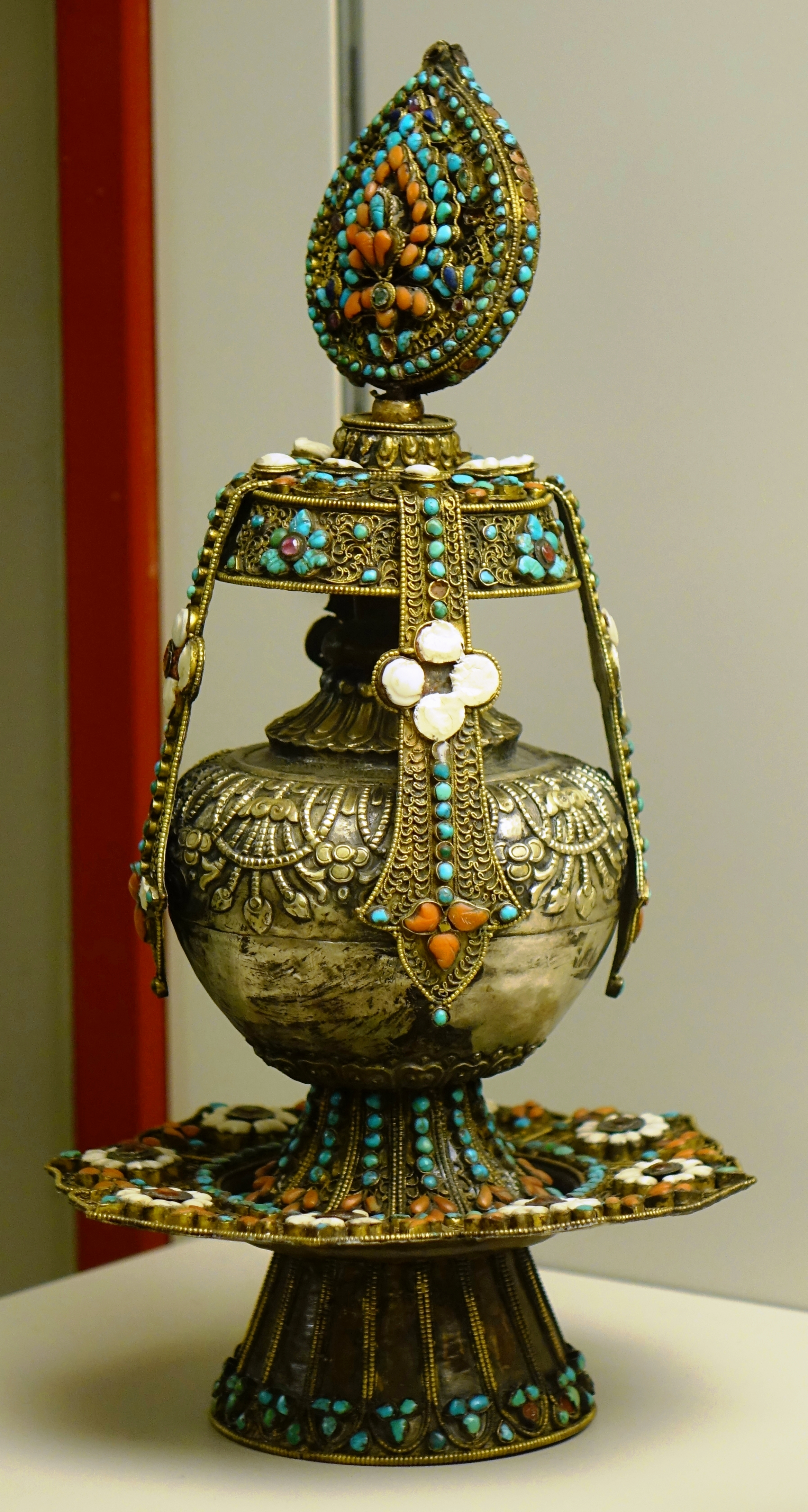
Torma, vaso de ofrendas tibetano, siglo XIX.
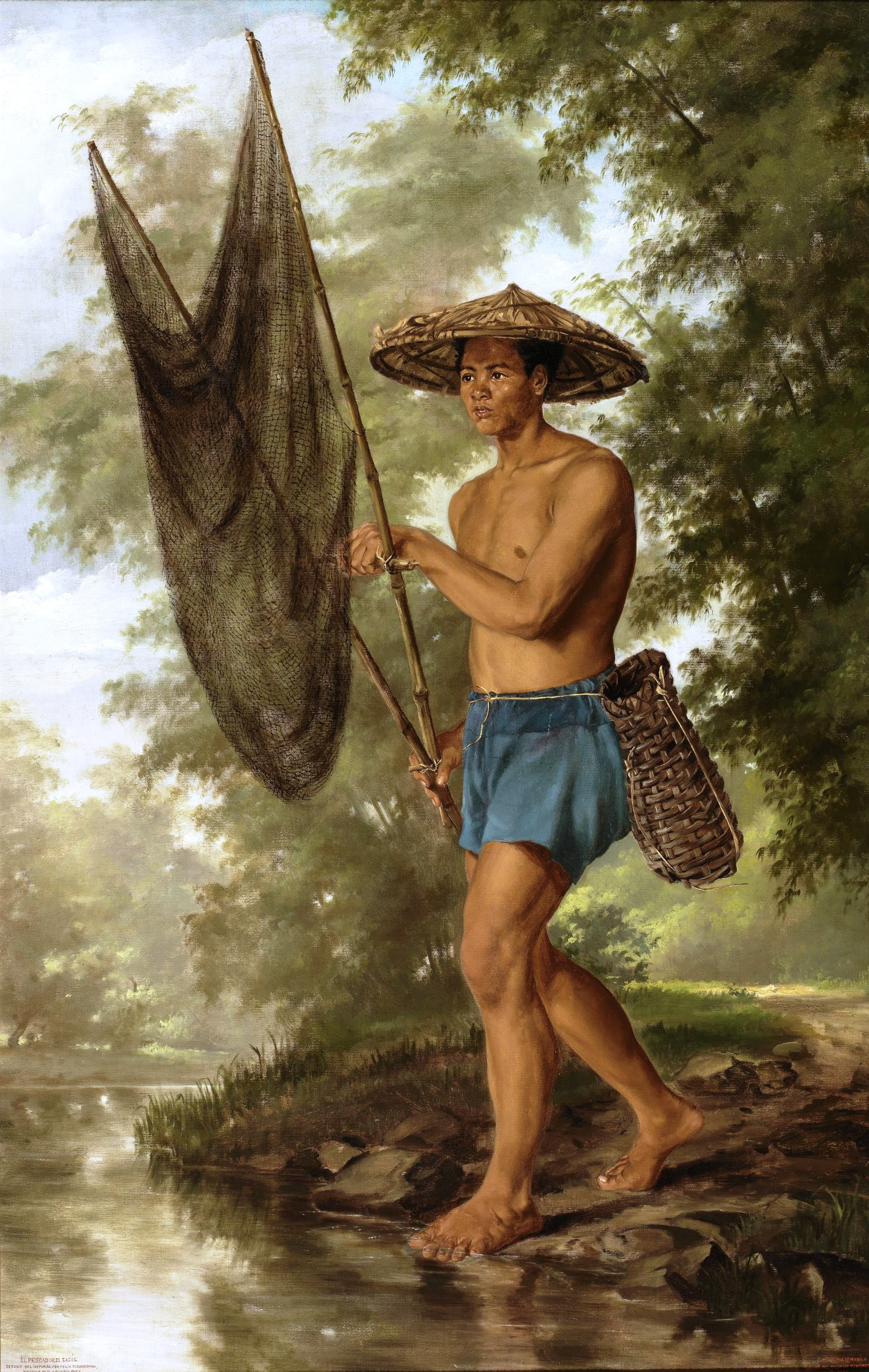
El pescador de Sacag, 1875, obra del pintor filipino Félix Resurrección Hidalgo (depósito del Museo del Prado).
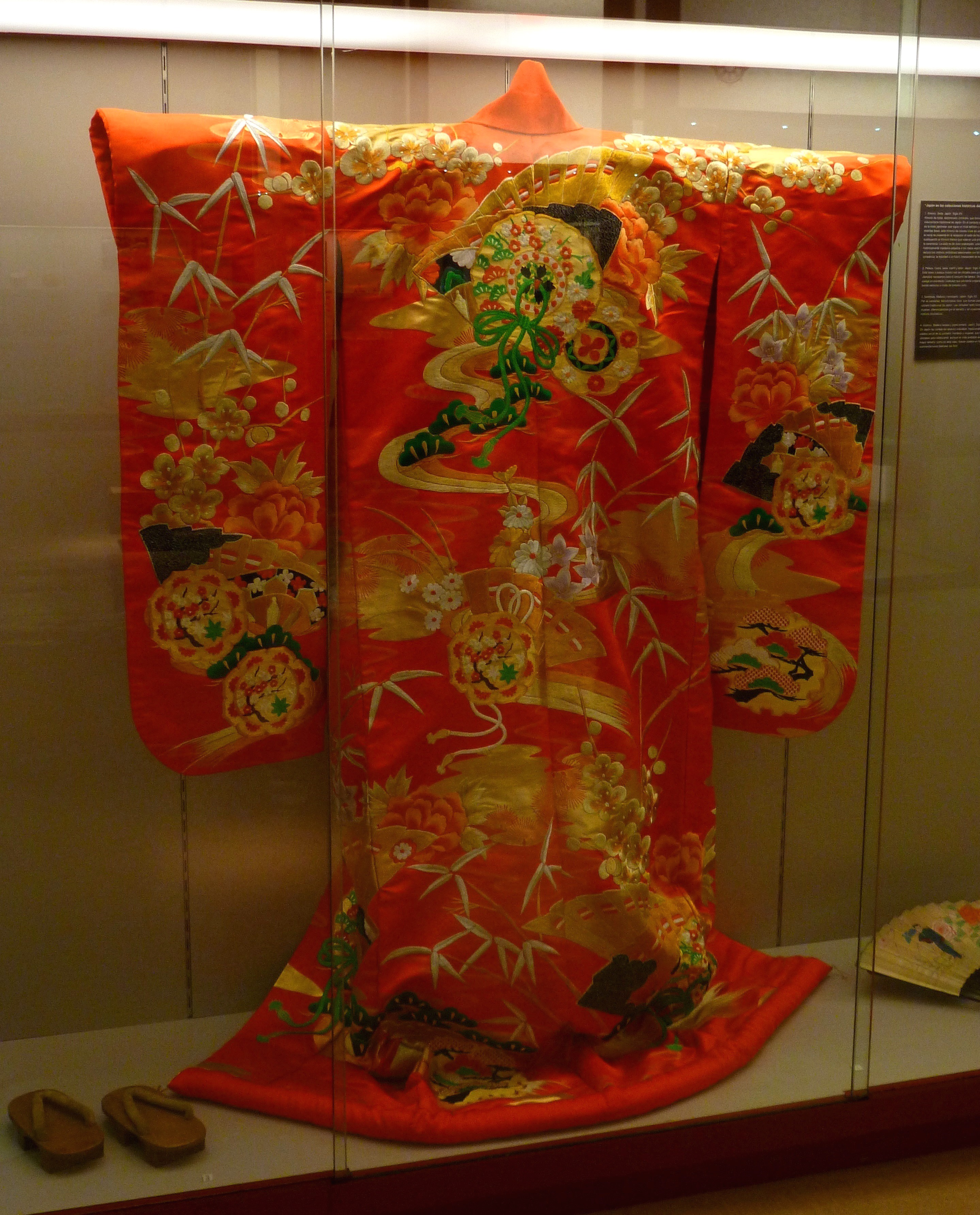
Uchikake, kimono de boda japonés (donación de la ciudad de Uchiko).
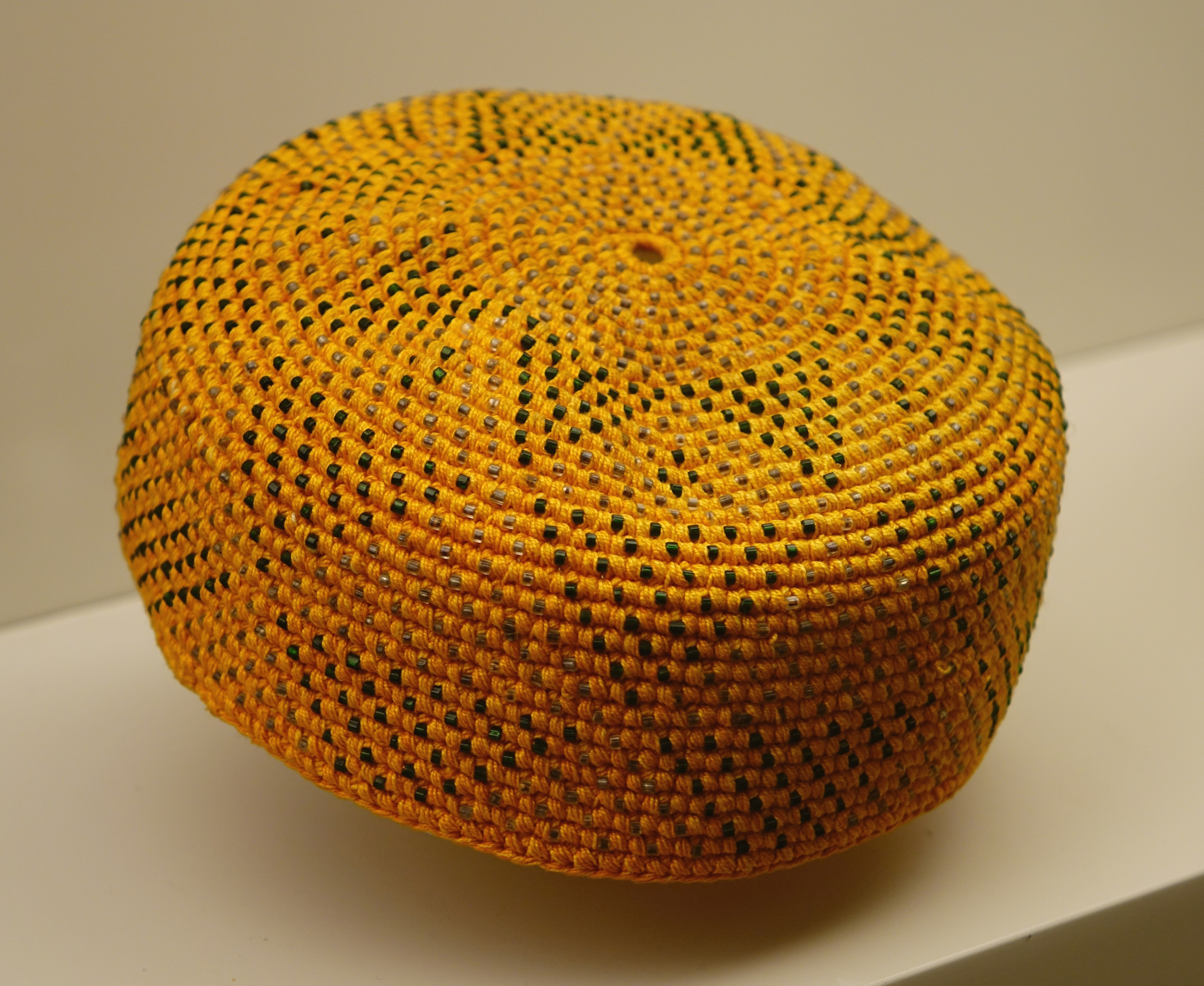
Gorro de lana y cuentas de vidrio. Usado por los hombres musulmanes para cubrirse la cabeza como muestra de respeto y sumisión a Alá. Provincia de Nūristān, Afganistán.

### África

Países africanos (en verde) representados en las colecciones del MNA.

Los fondos más numerosos son los originarios de los antiguos territorios españoles en el continente: norte de Marruecos, África Occidental Española (Ifni, la zona sur del protectorado español de Marruecos -conocida como Cabo Juby- y el Sáhara español) y Guinea Ecuatorial, a los que se suman piezas de otras zonas procedentes de expediciones científicas y viajes realizados entre finales del siglo XIX y mediados del XX, además de diversas compras y donaciones.
Las expediciones se realizaron con el objetivo de explorar los territorios asignados a España en la Conferencia de Berlín, así como de conocer la organización de las colonias de los otros países europeos. Destacan la llevada a cabo entre 1884 y 1886 por Amado Ossorio, que en 1915 donó los objetos recolectados al museo; la de Luis Sorela, entre 1887 y 1888, que recorrió la costa occidental del continente desde Senegal hasta Gabón (de esta expedición procede un importante de objetos del grupo yoruba); la de Valero Belenguer, entre 1890 y 1891, fuente de una buena cantidad de objetos de los bubi; y por último, la de Francisco Rodríguez de Terrazas: doscientas diecinueve piezas que recogió fueron adquiridas para el museo en 1958.
En 1984 se recibieron los fondos etnográficos del suprimido Museo de África. Este museo fue muy efímero, puesto que fue creado mediante Orden de 10 de julio de 1946 (aunque no se inauguró hasta el 17 de julio de 1961), y en 1973 fue clausurado. Dependía del Instituto de Estudios Africanos (I. d. E. A. o IDEA), constituido el año anterior de la creación del museo e integrado en el Consejo Superior de Investigaciones Científicas, y se ubicaba en un pabellón situado en la parte trasera del Palacio de Alcalá Galiano, en el número 5 del paseo de la Castellana, sede en aquella época de la Dirección General de Plazas y Provincias Africanas (hasta la independencia de Marruecos denominada Dirección General de Marruecos y Colonias); y actualmente del Ministerio del Interior. Contaba con colecciones de las zonas españolas y adyacentes: partes de África occidental como Guinea y Camerún, el Sáhara Occidental y Marruecos.
Dentro de las compras destacan las sucesivas que se realizaron al naturalista (entomólogo) Manuel Martínez de la Escalera de objetos procedentes de Guinea Ecuatorial y Marruecos. Por otro lado, la colección Seipoldy aportó al departamento de África piezas de los bosquimanos y de los bambara. Adquisiciones recientes que han cubierto algunas de las muchas carencias en cuanto a culturas y tipologías son la de seis túnicas y cinco chalecos peul —fulani, fulbe—, en 2011; la de veintinueve tocados, en 2013; y la de doce reposacabezas, en 2014.
Entre las donaciones figuran las de Ignacio Bauer Landauer, miembro de la Sociedad Española de Antropología, Etnografía y Prehistoria, que realizó múltiples viajes a países africanos en los que recolectó una gran variedad de objetos etnográficos que entregó al museo en diversas donaciones (en 1926 le donó además tres cartas autógrafas de Charles Darwin), la de Julio Caro Baroja en 1956, de piezas que había recopilado en sus viajes por el continente, y la de María Garzón en 2008, compuesta por un total de 298 objetos representativos de la vida cotidiana, las costumbres, el mundo de las creencias y las actividades lúdicas de distintos grupos étnicos de Liberia, Etiopía, Kenia y Sudán, que ayuda a completar las lagunas de la colección. Estas piezas habían sido reunidas por su padre, el médico Jesús Garzón Barriuso, durante los cinco años que fue director del Hospital General de Monrovia y los cinco que posteriormente permaneció en Adís Abeba trabajando para la Organización Mundial de la Salud. Además durante el tiempo que permaneció en Etiopía, su esposa, Joaquina Negrete, recopiló un importante conjunto de cruces coptas, que también fue incluido en la donación.

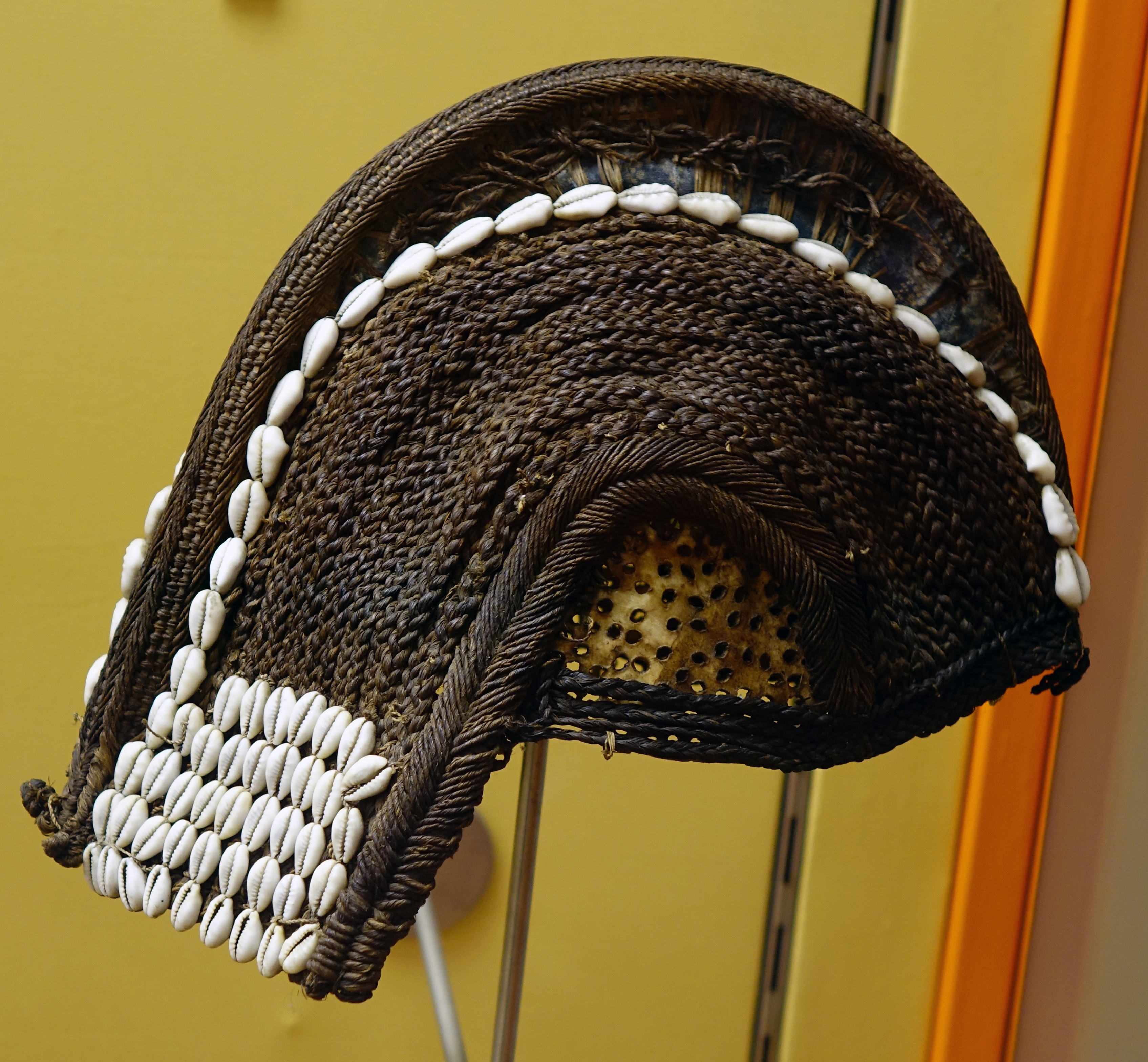
Tocado fang adornado con cauris. Guinea Ecuatorial, siglo XIX.
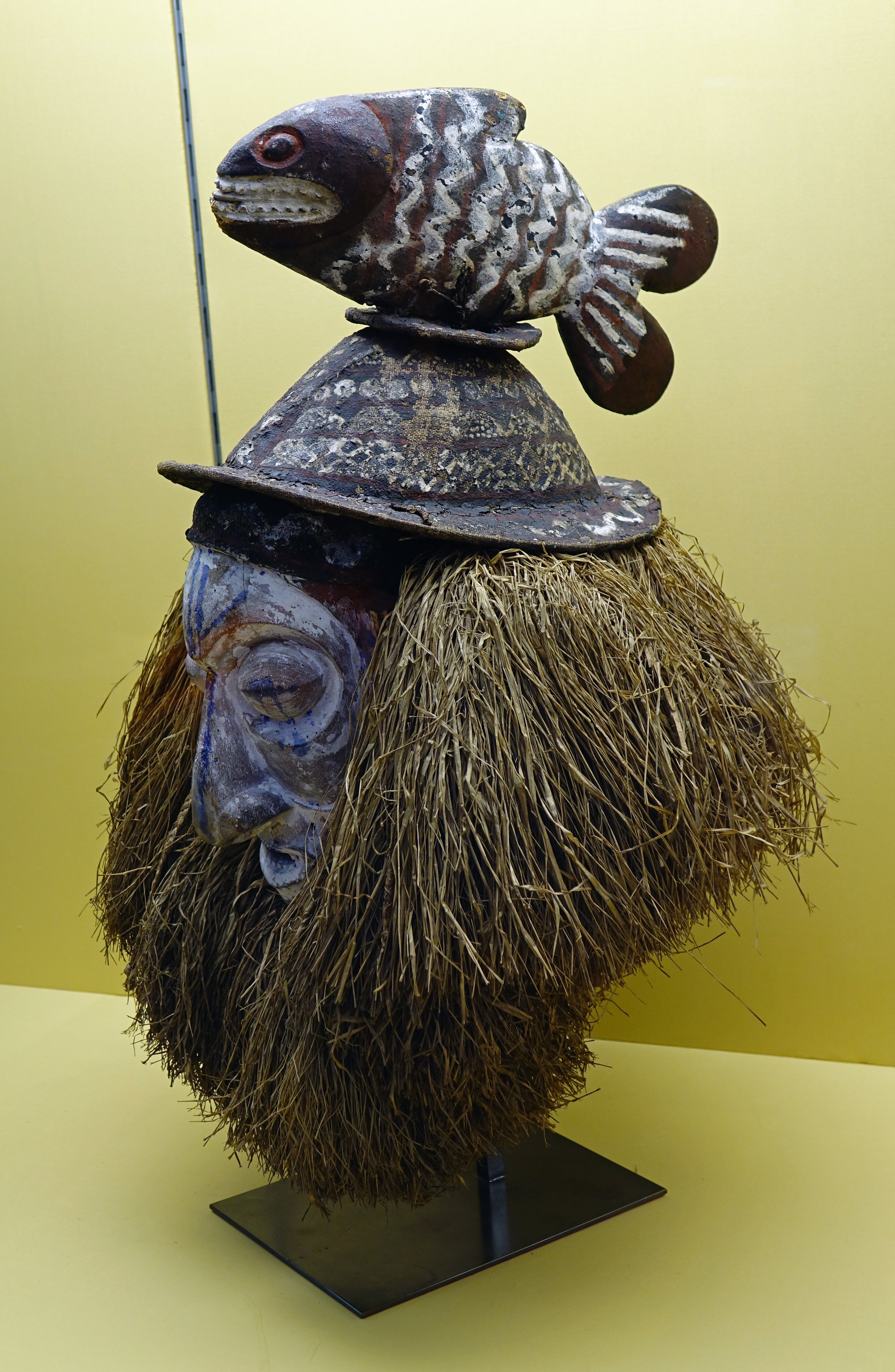
Máscara yaka, República Democrática del Congo.
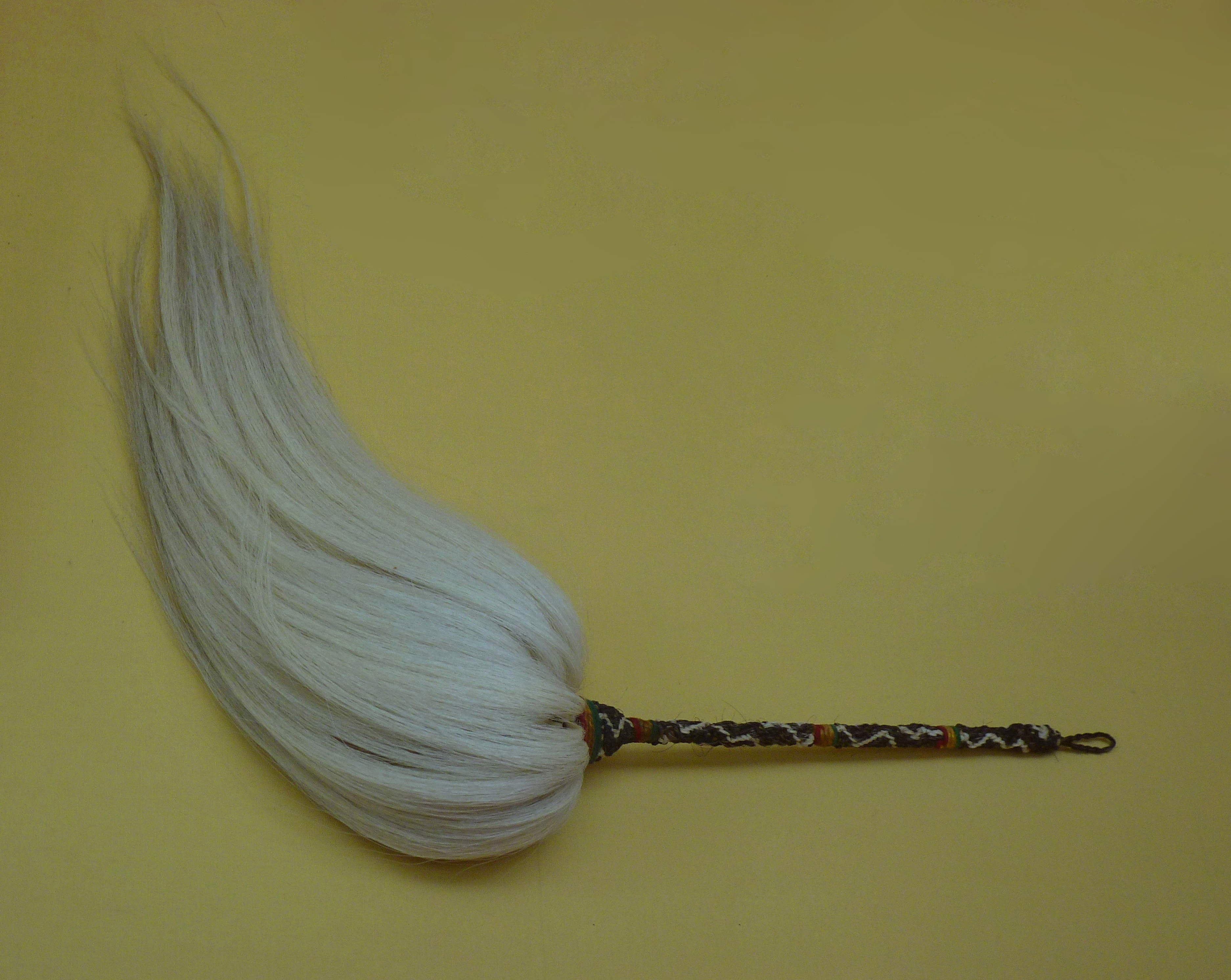
Espantamoscas de pelo blanco de mono, empleado como símbolo de autoridad por la jerarquía de la Iglesia copta de Etiopía. Donación María Garzón.
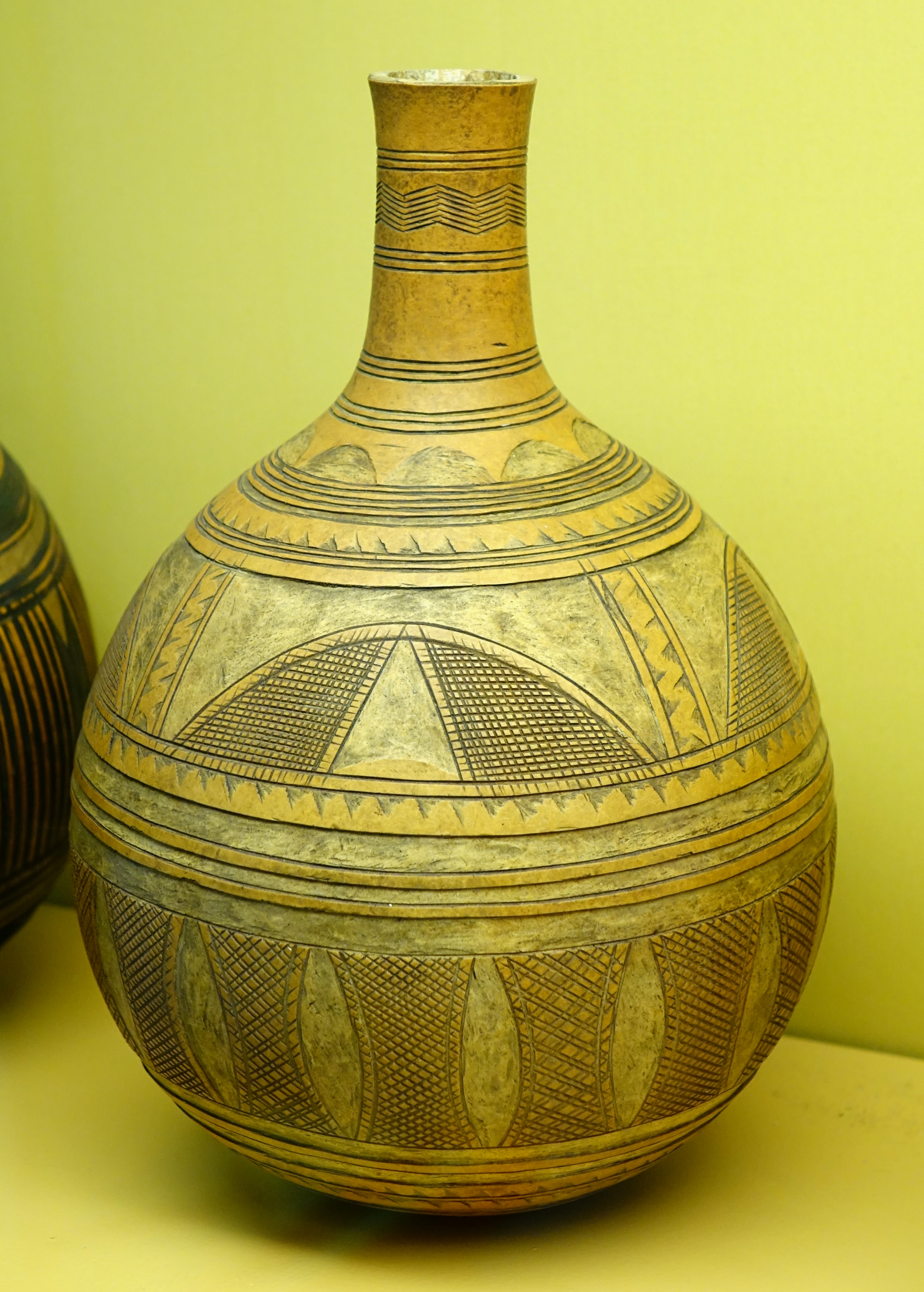
Botella de calabaza ecuatoguineana.
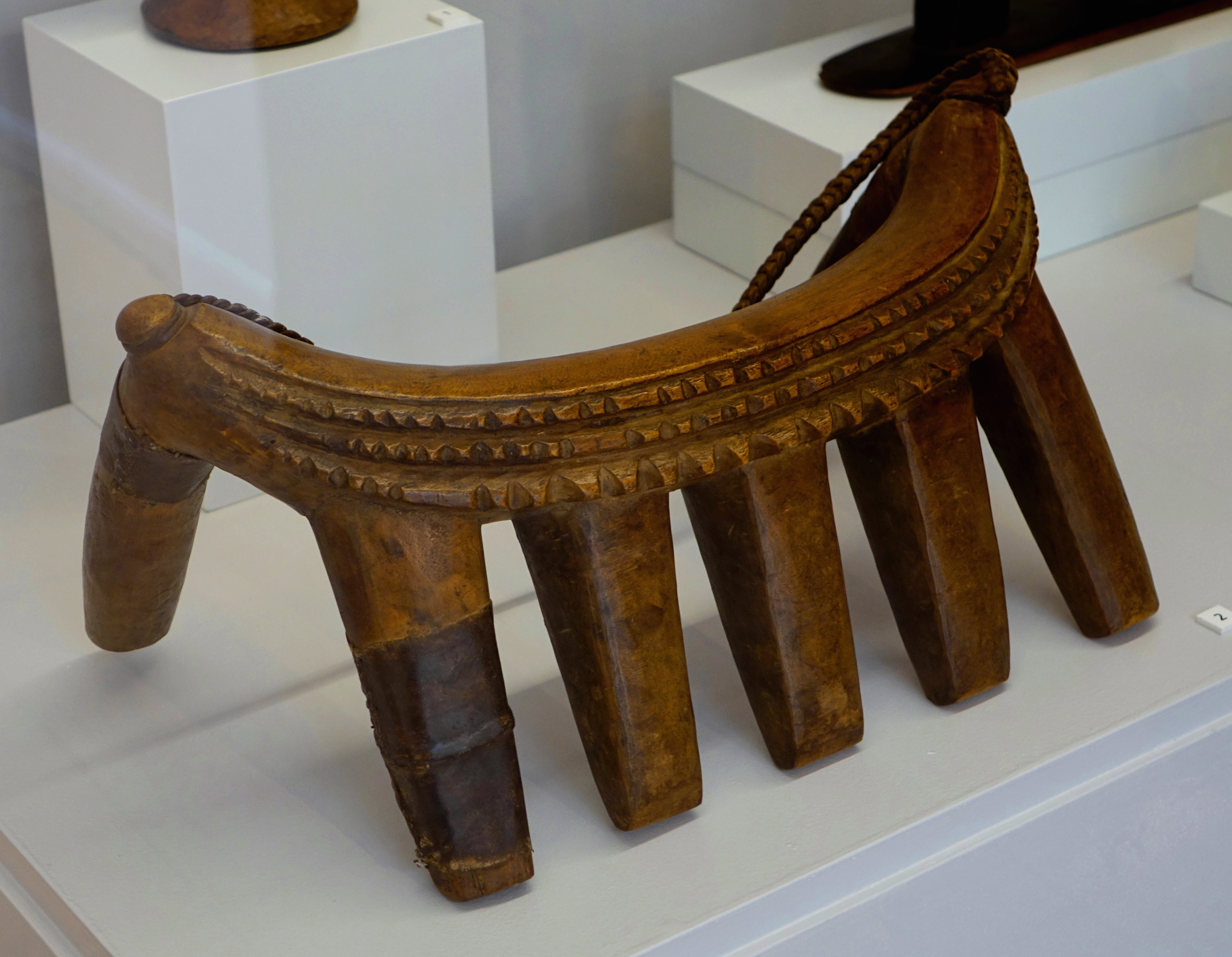
Reposacabezas dinka, Sudán del Sur.
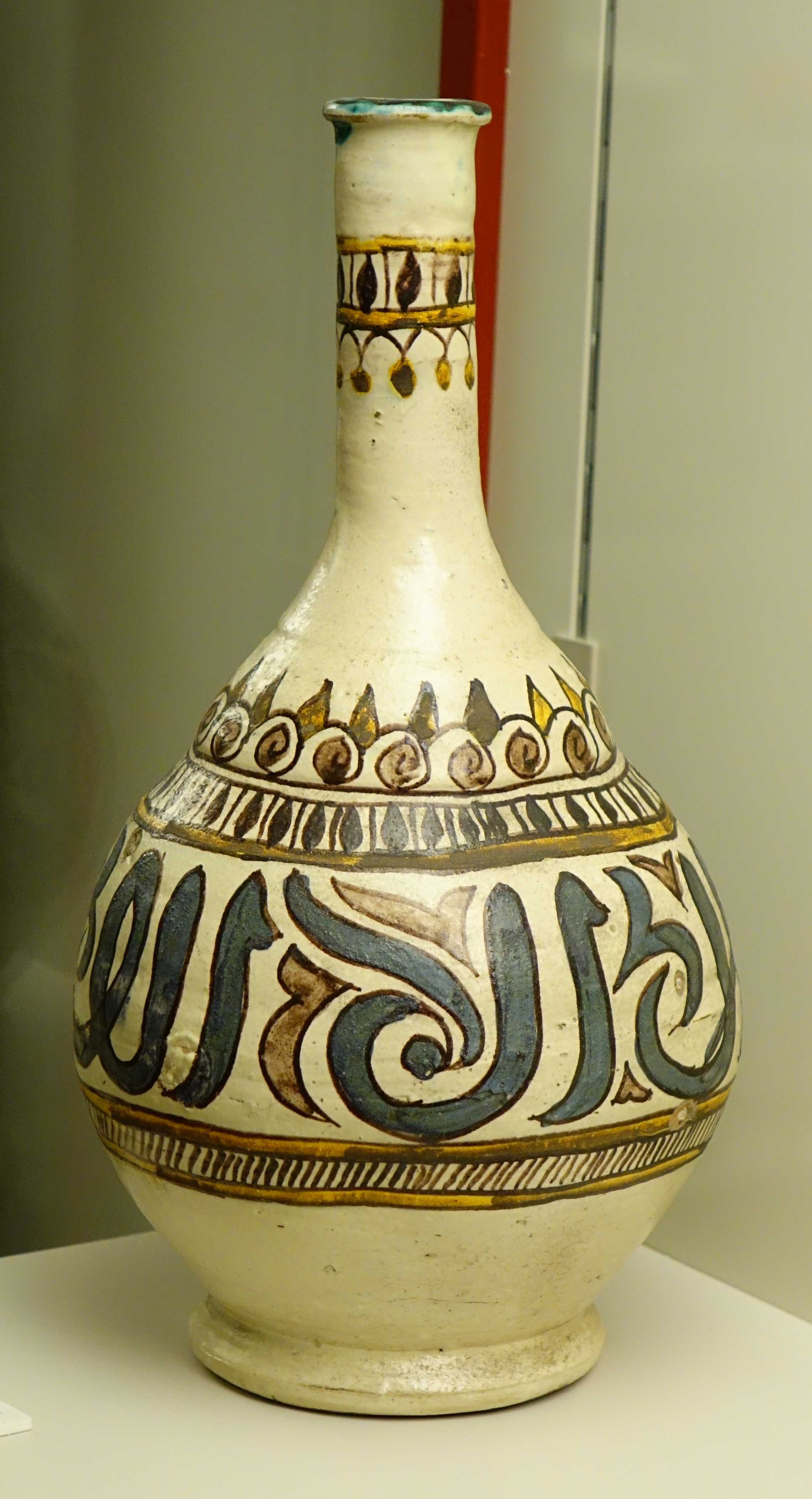
Gul-la, botella. Cerámica árabe marroquí, siglo XX. La inscripción en el cuerpo dice «Dios es único. No hay más Dios que Alá». Donación Ignacio Bauer Landauer.

### América
La cobertura de las distintas áreas culturales es muy desigual. Así, mientras Mesoamérica y el Área Amazónica aportan cada una más del 30 % del total de los fondos, hay dos áreas de las que en cambio no hay representación alguna: Sureste y Brasileña Oriental. La política de adquisiciones intenta paliar estos desequilibrios, y así en los últimos años se ha conseguido al menos el ingreso de objetos de otras cinco áreas que tampoco estaban representadas hasta entonces: Costa del Noroeste, Meseta, Grandes Llanuras, California, y Gran Cuenca.
El grueso de la colección americana procede de la Comisión Científica del Pacífico, una expedición científica que partió en 1862 hacia las costas sudamericanas de este océano acompañando a una expedición militar. Esta expedición trajo a España una importante colección de historia natural y algunos objetos antropológicos como momias y cráneos y más de trescientos objetos etnográficos como armas, utensilios, adornos e indumentaria, pertenecientes a los grupos indígenas de la selva amazónica. No obstante, el MNA solamente posee una parte de los materiales aportados por dicha expedición, que se encuentran en la actualidad repartidos entre este museo, el de América y el de Ciencias Naturales.
Destacan algunas colecciones compradas por el Estado, como la del capitán Francisco Iglesias Brage (que realizó junto con el también capitán Ignacio Jiménez Martín el histórico vuelo del «Jesús del Gran Poder»), de unos 600 objetos procedentes de diversos grupos étnicos de Brasil, Colombia y Perú (1987), y la del antropólogo Fernando Álvarez Palacios, de objetos de los warao del Delta del Orinoco -Venezuela- (1985). En 1994 se recibieron cerca de 372 objetos y 52 fotografías de los purépecha de Michoacán (México), procedentes de un trabajo de campo realizado por Julio Alvar, donados por la Fundación Cultural Banesto.
Entre los fondos de bellas artes sobresalen dos series de cuadros pintados al óleo, que hacen referencia a los mestizajes realizados en América durante el periodo virreinal (pintura de castas), procedentes de los actuales Perú y México. La primera, compuesta por veinte lienzos, atribuida a Cristóbal Lozano y taller, es de gran interés ya que es la única que existe en el mundo de este país (todas las demás se ejecutaron en el Virreinato de Nueva España). Encargada por el virrey del Perú Manuel Amat, con el fin de que en Europa se conociesen los cruces raciales que había en el Virreinato, su primer destino fue el Real Gabinete de Historia Natural, del que posteriormente pasó al Museo Nacional de Ciencias Naturales y finalmente al MNA. La serie novohispana por su parte consta de dieciséis lienzos obra de José Joaquín Magón. La portó consigo a España el cardenal Francisco Antonio Lorenzana cuando abandonó el arzobispado de México para ponerse al frente de la archidiócesis de Toledo. Hacia 1788 o 1790 fueron donados a la Real Universidad de Toledo y tras su supresión pasaron al Instituto de Segunda Enseñanza «El Greco» de la ciudad. En 1899 fueron cedidos, a cambio de diversos objetos, a la Sección de Antropología, Etnología y Prehistoria del Museo de Ciencias Naturales.
También es singular la colección de piezas de la sociedad secreta afrocubana de los ñáñigos, con objetos de los que, fuera del Museo Municipal de Guanabacoa, solo hay ejemplos en el MNA. Asimismo destaca, por su excepcionalidad en España, la colección de objetos del rito vudú de Haití, ingresada con la donación de Carlos Crespo Gil-Delgado, VI conde de Castillo Fiel. Otra colección reseñable es la de arte plumario amazónico, con 125 piezas, de 16 grupos étnicos.

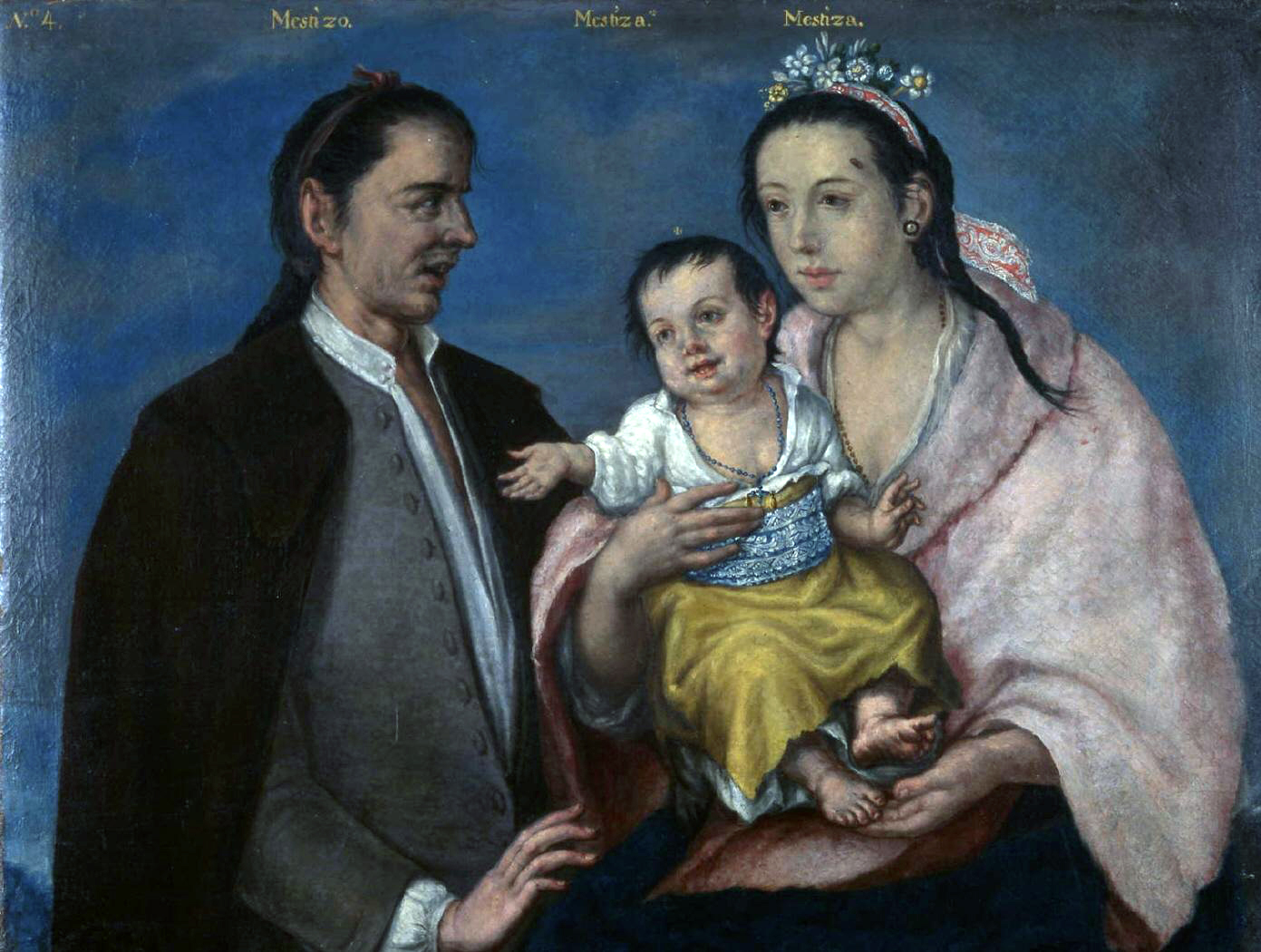
Mestizo. Mestiza. Mestiza. Pintura de castas del Virreinato del Perú, 1771-1776, atribuida a Cristóbal Lozano y taller. Obra perteneciente a una serie de veinte cuadros única en el mundo.
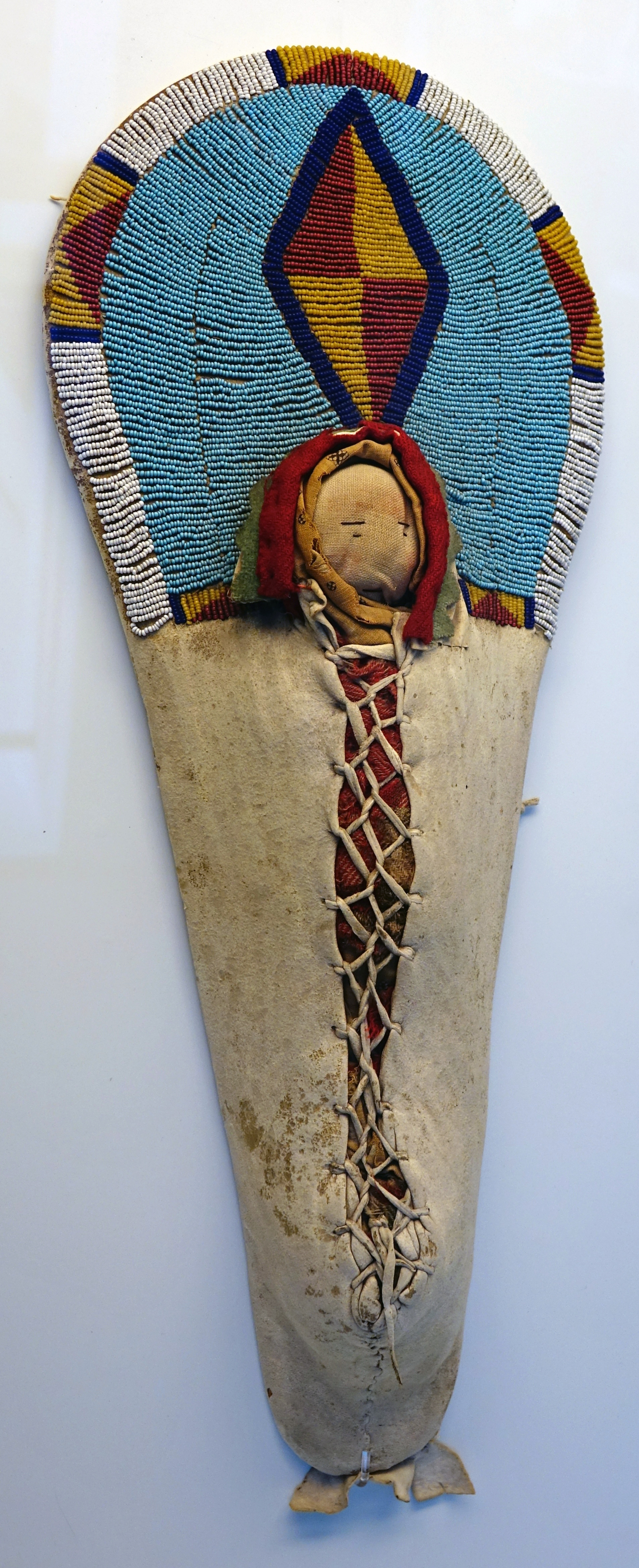
Cuna de juguete y muñeca. La profusa decoración de estas cunas, idénticas a las reales, manifestaba la importancia que se daba a cada nueva vida. Indios de la Meseta (Estados Unidos/Canadá), 1850 (c.)-1920 (c.).
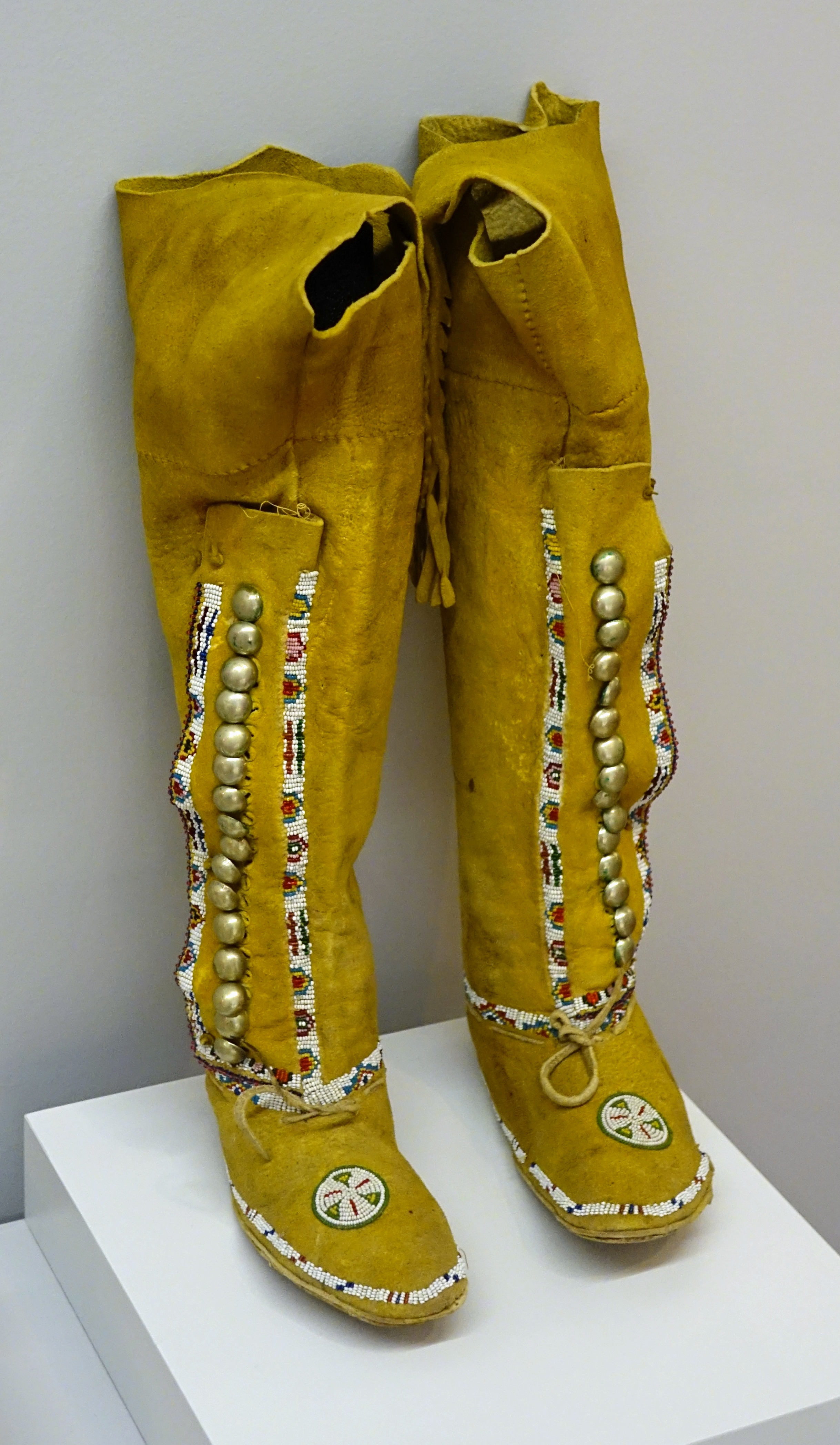
Mocasines altos de niña kiowas. Estados Unidos, siglo XX.[nota 5]
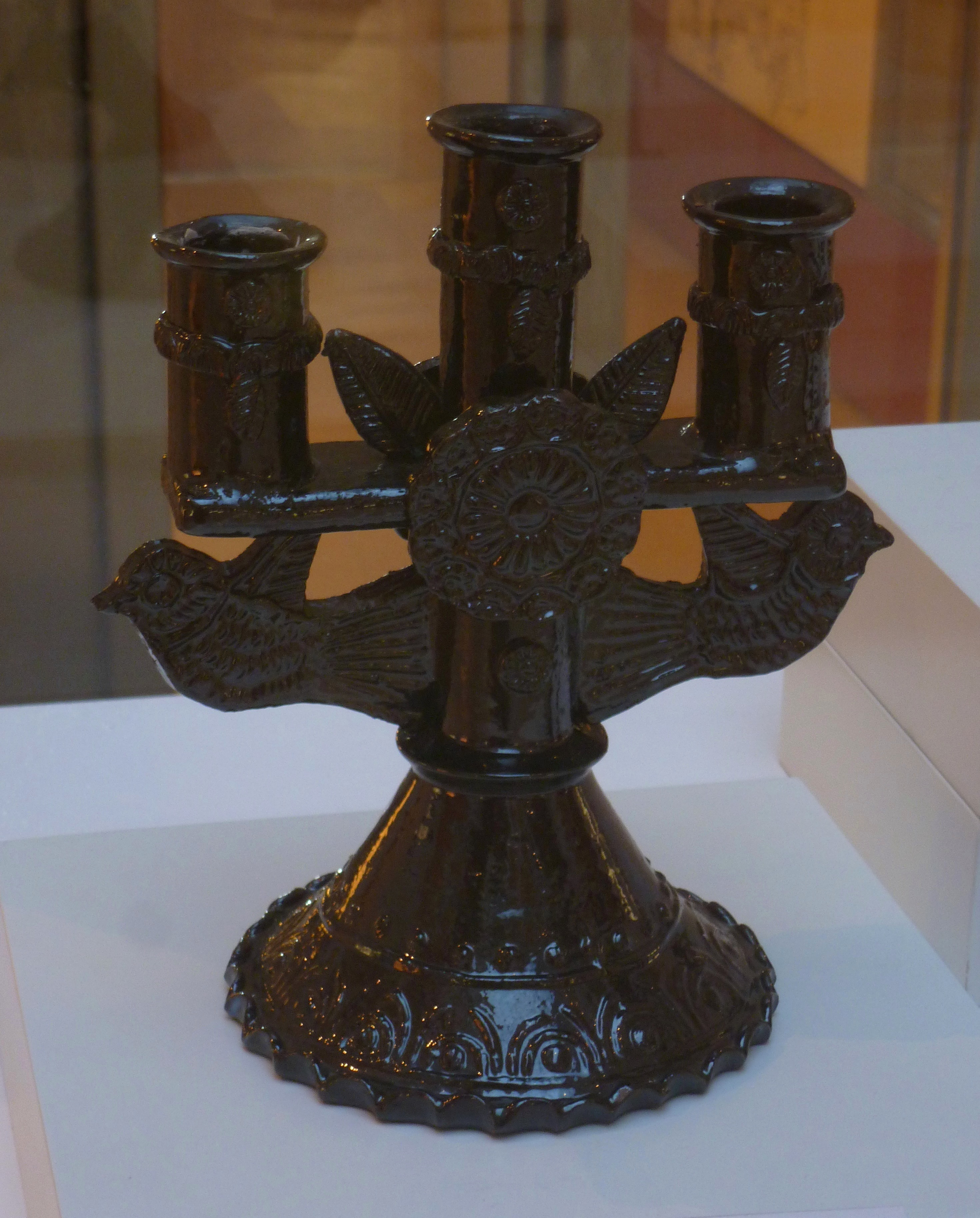
Candelabro purépecha, México. Este tipo de cerámica en negro vidriada se conoce como «loza negra de difuntos», ya que estas piezas están destinadas a formar parte del altar de muertos. Donación Fundación Cultural Banesto.
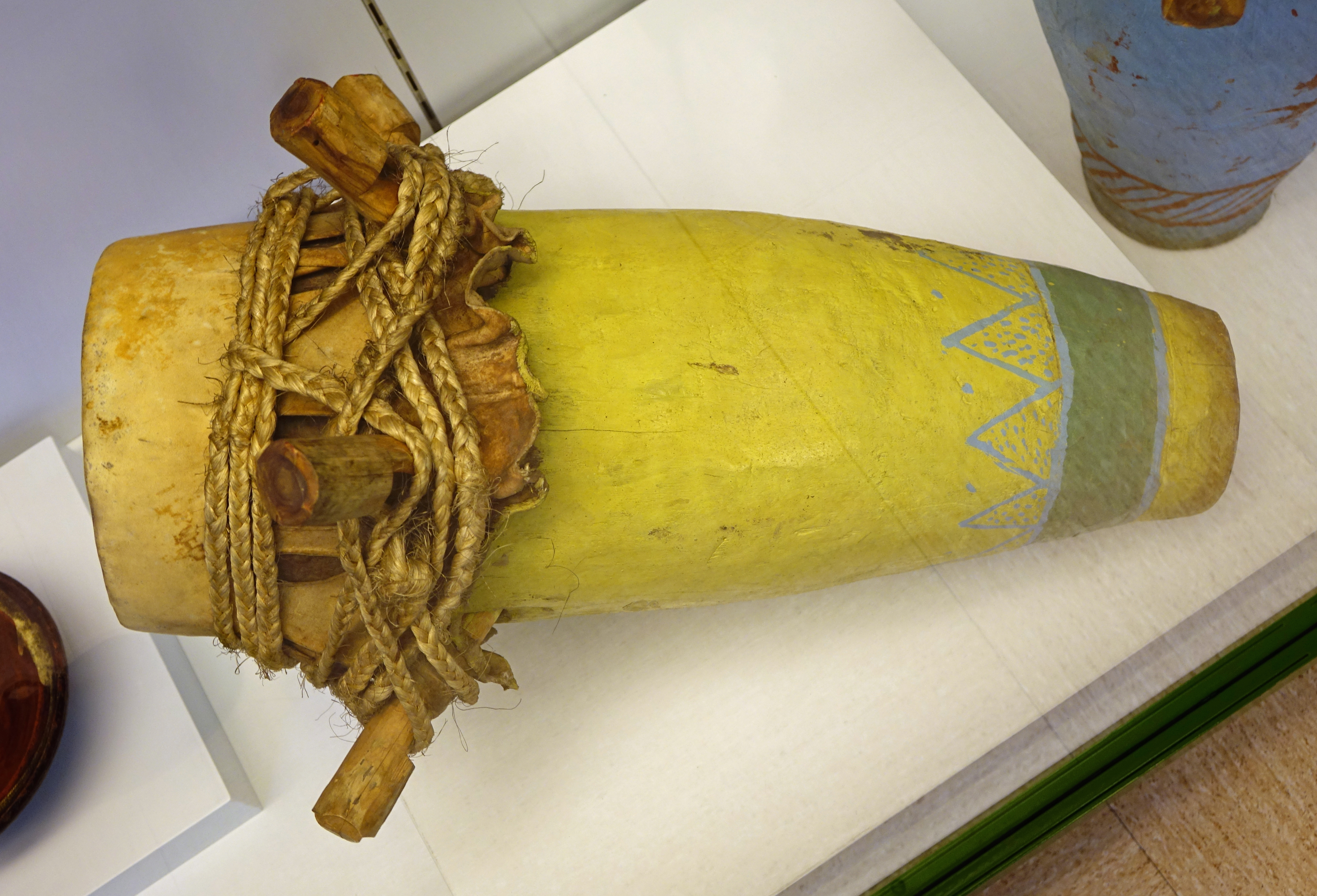
Tambor ceremonial vudú, Haití. Su fabricación está sujeta a una serie de pautas rituales que tienen como fin dotarle de alma. Donación Carlos Crespo.
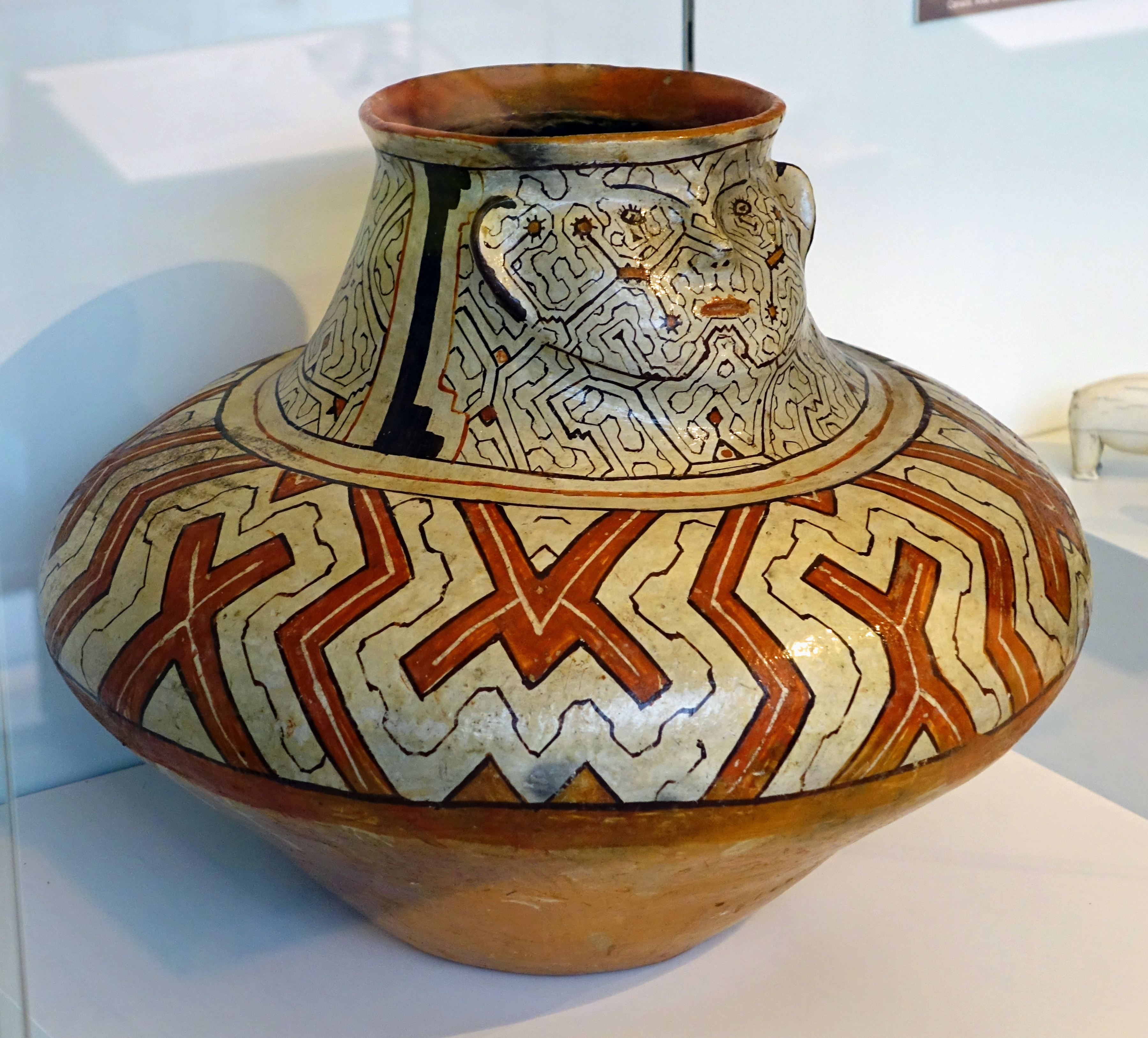
Shomo Ani Bemanaya (abreviadamente Shomo o Chomo), tinaja shipibo, Amazonía peruana.[nota 6]

### Oceanía

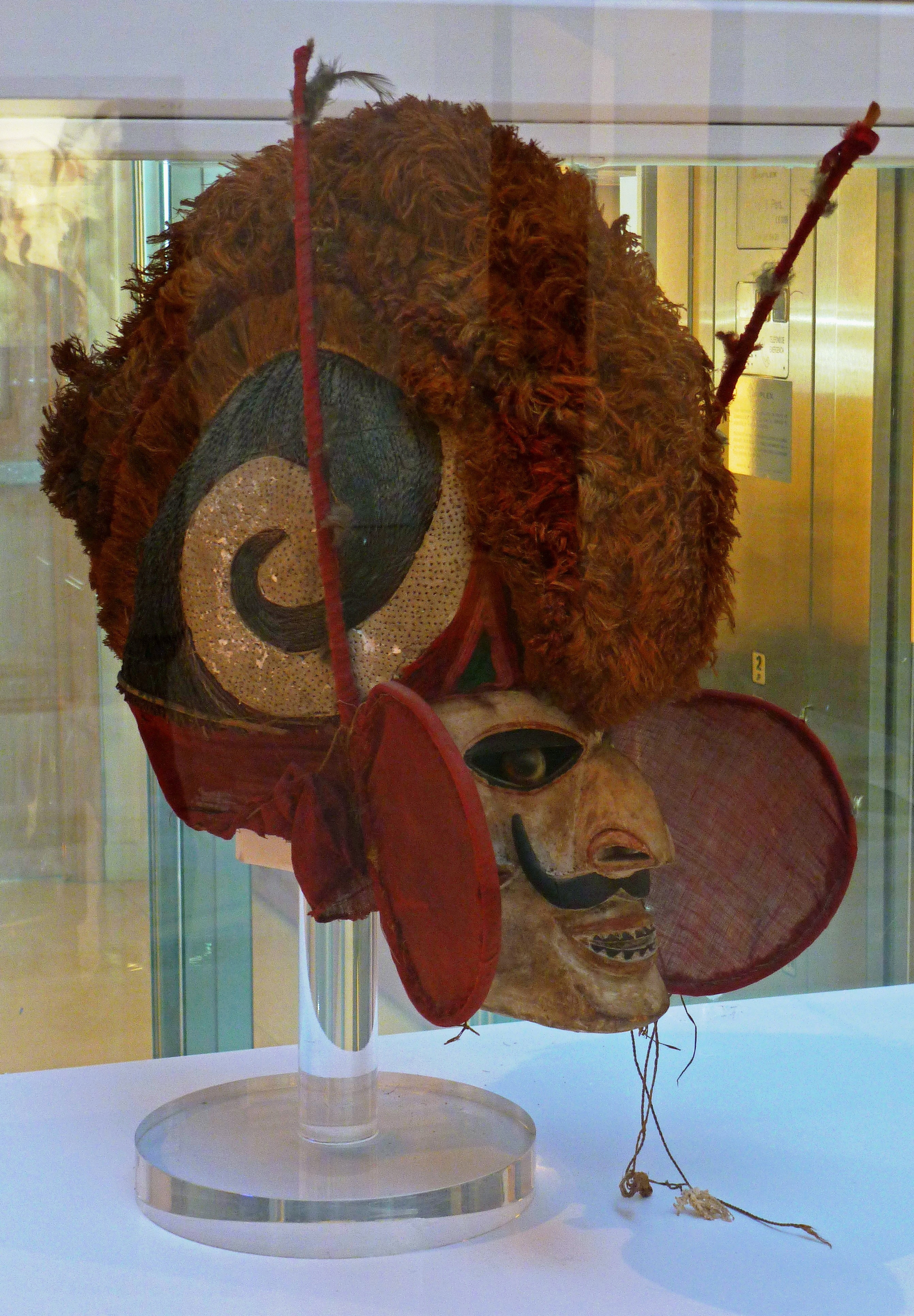
Tatanua, máscara de la fiesta del,. Isla de Nueva Irlanda, Papúa Nueva Guinea.

(No expuesta). Las piezas de este continente suman alrededor de trescientas. La mayor parte son del siglo XIX, y originarias de las antiguas posesiones españolas en Micronesia: Palaos, el resto de las islas Carolinas y las islas Marianas. Esta colección incluye una obra excepcional, un umete de dolerita del siglo XVIII procedente de Tahití. Este cuenco era utilizado para elaborar y tomar ceremonialmente kava, infusión obtenida a partir de la raíz del Piper methysticum que, además de por sus propiedades medicinales, se empleaba de manera ritual. Es la única pieza de este tipo que se conserva completa en el mundo.
Otras obras señaladas son una figura de pájaro y una máscara (tatanua), adquirida en 2005, ambas de madera y del siglo XIX, que se usaban en la fiesta del Malanggan, de la isla de Nueva Irlanda (Papúa Nueva Guinea); y una caja de madera maorí (waka huia), de Nueva Zelanda, también del siglo XIX, comprada en 2007. Los fondos de la colección también incluyen 54 objetos de los asmat de la isla de Nueva Guinea, adquiridos en 2007.

### Europa
(No expuesta). Se cuenta con unos 250 objetos etnográficos alemanes, fruto de una donación organizada por el doctor Wulf Köpke, jefe de la sección de Europa del Museum für Völkerkunde (desde 1999 Ethnologisches Museum) de Berlín, con piezas entregadas por diversas personas del país. Son en su mayoría objetos de uso cotidiano que reconstruyen la cocina, el lavadero y otros elementos de una casa burguesa alemana de principios del siglo XX.
Por otra parte, la colección Seipoldy aportó a los fondos europeos instrumentos agrícolas, ajuar doméstico, indumentaria y adornos procedentes de Bulgaria, Finlandia, Dinamarca y Alemania, destacando el conjunto de objetos saami (lapones).

## Actividades

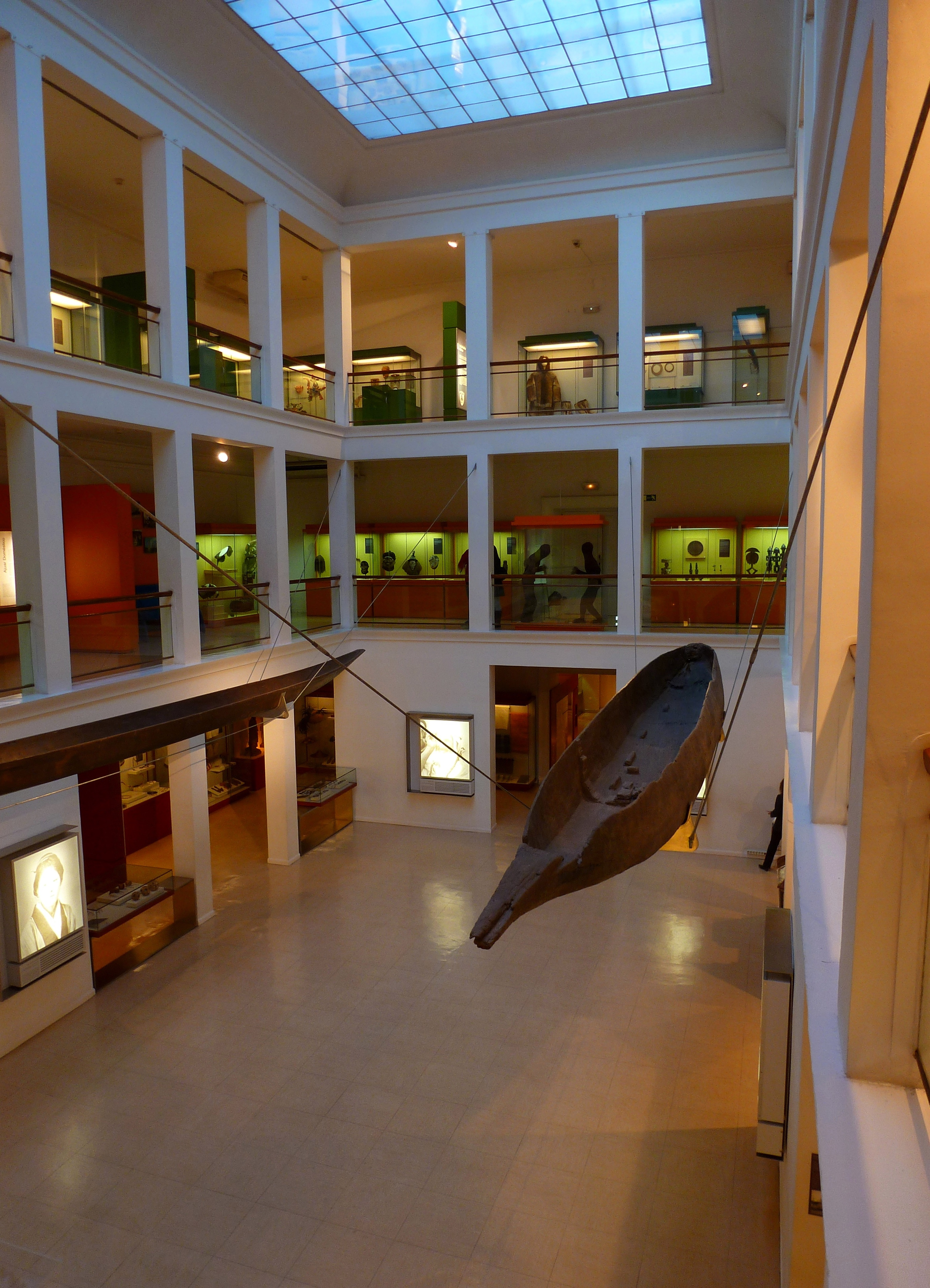
Sala central del museo.

Para grupos escolares el museo ofrece un programa de visitas dinamizadas que cubre todas las franjas de edad entre Educación Infantil y Bachillerato. Para el público adulto hay exposiciones temporales, artes escénicas (música, danza, demostraciones culturales, teatro), ciclos de cine y cineforums, recorridos temáticos y visitas guiadas, conferencias y cursos, así como seminarios para profesionales. Además hay talleres para los distintos grupos de público (niños, adolescentes, adultos y familias). Muchas de las actividades se desarrollan en las propias salas del museo, especialmente en la sala central, pero también se cuenta con un salón de actos, de ciento diez butacas.